# Hygrophorus
Hygrophorus (Elias Magnus Fries, 1836) din încrengătura Basidiomycota, în familia Hygrophoraceae este un gen de ciuperci cu global aproape 100 (în Europa aproximativ 50) de specii în marea majoritate comestibile și niciodată otrăvitoare, denumit in popor bureți mucoși. Toți bureții genului sunt simbionți micoriza care formă micorize pe rădăcinile arborilor și se dezvoltă preferat pe sol moderat umed, argilos și calcaros în păduri de foioase, mixte sau în cele de conifere, crescând mereu în grupuri mari precum cercuri de vrăjitoare, peste tot anul, pentru că unele specii rezistă chiar gerului (de exemplu Hygrophorus hypothejus). Tip de specie este Hygrophorus  eburneus.

## Taxonomie

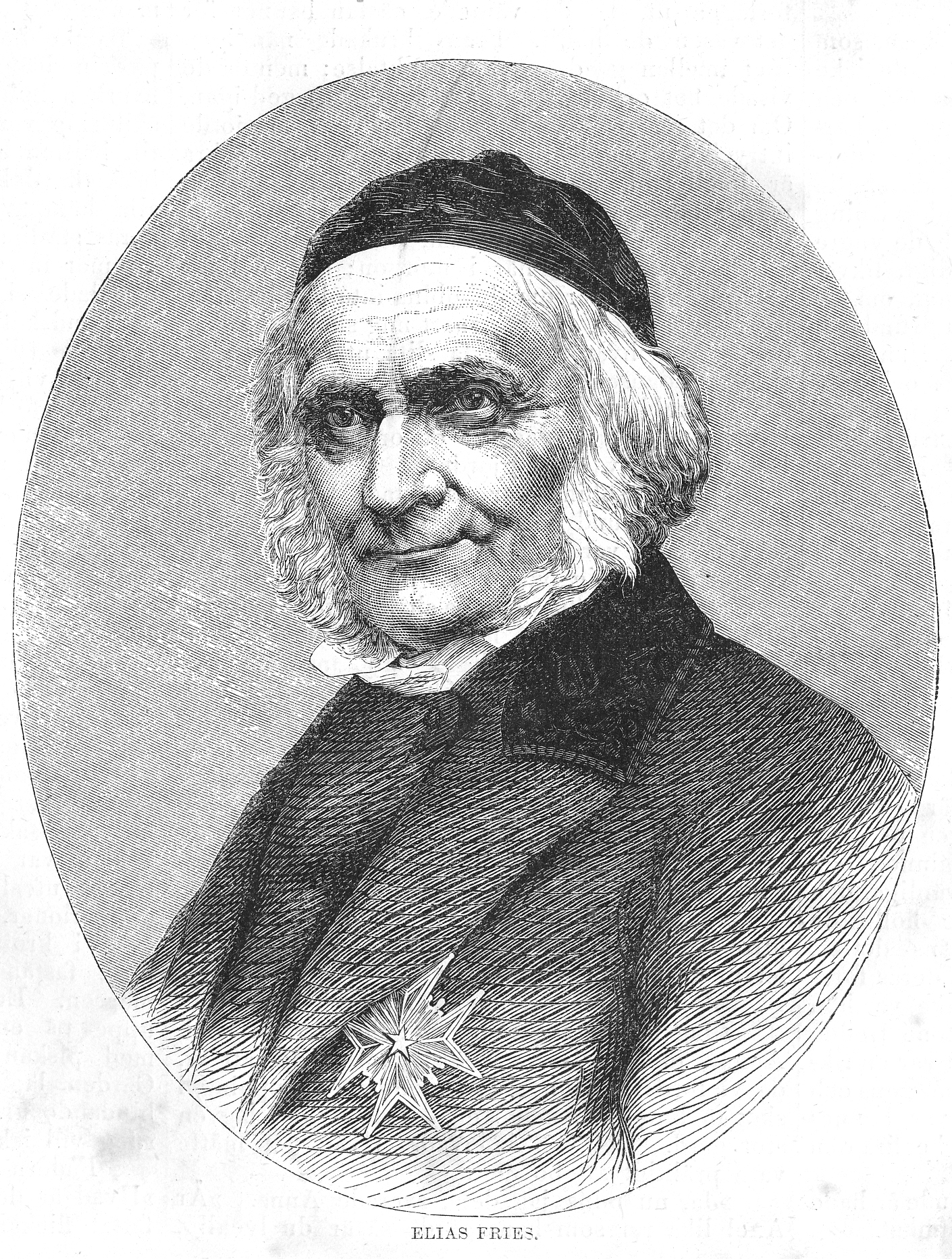
Elias M. Fries

Genul Hygrophorus a fost descris pentru prima dată în 1836 de către micologul suedez Elias Magnus Fries în volumul 2 al lucrării sale Flora scanica din 1836. În 1849, tot Fries, a împărțit ulterior genul în trei subgenuri: Limacium, Camarophyllus și Hygrocybe. Ultimul dintre acestea, Hygrocybe, a fost frecvent inclus în genul Hygrophorus până în anii 1970, fiind însă recunoscut în prezent de toți micologii ca gen independent. Camarophyllus cu tipul de specie Hygrophorus camarophyllus) și Limacium au fost de asemenea ridicate la rangul de gen de către cunoscutul micolog german Paul Kummer în opera sa principală Der Führer in die Pilzkunde din 1871, fiind considerate astăzi (2023) însă numai sinonime ale genului Hygrophorus. 
Redenumirea lui Rolf Singer în Neohygrophorus din anul 1961 este acceptată sinonim, dar niciodată uzată, astfel ea poate fi neglijată. 
Numele generic este derivat din cuvintele grecești vechi (greacă veche υγρός= umed) și (greacă φθορά= a purta), adică purtător de umiditate, datorită aspectului pe exterior.

## Descriere

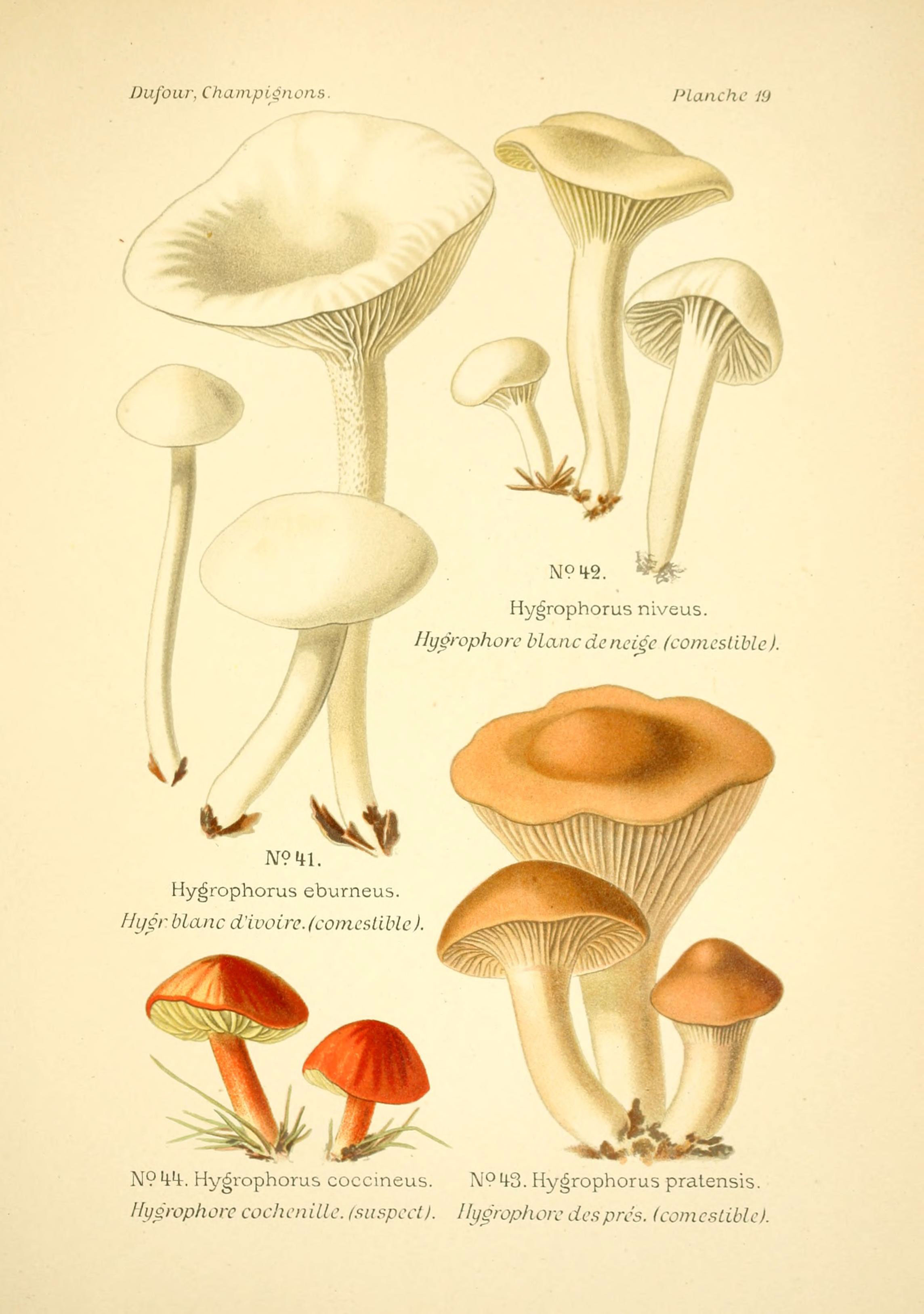
Hygrophorus

- Pălăria: este de dimensiune mediocră cu un diametru între 3 și 12 cm, cărnoasă, la început boltită semisferic cu marginile răsucite spre interior, devenind repede convexă și apoi plată, dezvoltând la anumite specii un gurgui central (de exemplu Hygrophorus olivaceoalbus) și fiind lipicioase și cleioase, în special la vreme umedă.
- Lamelele: sunt predominant groase, clar îndepărtate, ceroase, arcuite precum atașate sau ușor decurente la picior, fiind albe sau de același colorit cu pălăria. Trama lamelară este bilaterală. Sporii sunt elipsoidali până ovali, netezi, neamilozi (nu prezintă reacții în culoare cure iod) și nu au pori de germen. Pulberea lor este mereu albă.
- Piciorul: are o lungime între 5 și 12 cm precum o grosime de până la 2 cm, este neted sau canelat fin, rareori șerpuit, cilindric, plin, uneori curbat, subțiat la bază și lipicios-mucegăios (dar niciodată la vârf). Coloritul este alb sau de același colorit cu pălăria, la cele mai multe soiuri cu aspect tulbure și mat cu excepția speciilor de culoare pur albă sau galben strălucitoare. Speciile genului nu poartă un inel veritabil, dar unele puține arată uneori o zonă inelară, la fel de lipicioasă.
- Carnea: este inițial mai tare, apoi destul de moale, fragilă și parțial apoasă, de culoare albă, mai groasă în mijlocul pălăriei și subțiată la margine.
- Caracteristici microscopice: are spori netezi, hialini (translucizi), alungit elipsoidali până ovoidali și   neamilozi, măsurând în mediu (4-9 microni. Pulberea lor este mereu albă. Basidiile sunt preponderent îngust clavate cu de obicei 4 sterigme fiecare cu o dimensiune de 30-90 x 5,5-15 microni. Pileipellis (cuticula) este adesea un ixo-trichoderm sau ixocutis, mai rar o cutis sau trichoderm. Conexiuni cu cleme sunt date. Cistidele (elemente sterile situate în stratul himenal sau printre celulele din pielița pălăriei și a piciorului, probabil cu rol de excreție) nu există sau sunt discrete. Trama himenoforală este bilaterală, formată din elemente din elemente destul de scurte, de până la 200 µm lungime.[3][4][6]

Cercetările moleculare recente, bazate pe analiza cladistică a secvențelor ADN, sugerează că Hygrophorus (fără Hygrocybe) este un gen monofiletic (și deci natural). Doar câteva specii au fost secvențiate până în prezent.

## Secții și subsecții
În 1990, micologul și lichenologul neerlandez Eef Arnolds (Everhardus Johannes Maria Arnolds, n. 14. august 1948, Doorn, Țările de Jos) a rezumat studiile sale privind acest gen (1977-1986), determinând 4 secții și 7 subsecții:
- Secția Hygrophorus cu cuticula colorată alb până crem;
  - Subsecția Chrysodonti cu un văl uscat, flocos, asemănător celui al Cortinarius și picior uscat (de ex. H. chrysodon);
  - Subsecția Hygrophorus cu un văl glutinos și picior vâscos (de ex. H. eburneus);
  - Subsecția Pallidini fără văl și picior uscat (de ex. H. penarius);
- Secția Pudorini cu cuticula roză, roz-maronie, purpurie, palid portocalie, în diverse specii, de asemenea, brună până gri-brună; piciorul nu este lipicios și un văl lipsește; 
  - Subsecția Erubescentes cuticula și lamelele cu nuanțe vinacee de roz ori violet sau care devin pătate în aceste culori (de ex. H. russula);
  - Subsecția Pudorini cu cuticula rozalie pal până portocalie, lamele albe până roz foarte pal, nu pătate (de ex. H. poetarum);
- Secția Discoidei cu cuticula galbenă, portocalie, de culoarea cărnii, roșiatică, roz-maronie, sau brună; cu lamele albe sau galbene și un picior uscat până lipicios, adesea cu un văl glutinos, uneori în plus cu unul asemănător unei cortine (de ex. H. discoideus);
- Secția Olivaceoumbrini cu cuticula măslinie, cenușie sau brună, fără nuanțe roșiatice sau rozalii, lamele albe sau maro foarte pal respectiv gri și piciorul uscat sau lipicios, cu sau fără văl;
  - Subsecția Olivaceoumbrini cu un văl bine dezvoltat, lipicios și un picior vâscos (de ex. H. olivaceoalbus);
  - Subsecția Tephroleuci cu un văl absent sau fragmentar și un picior uscat până lipicios (de ex. H. agathosmus);

## Specii de genul Hygrophorus (selecție)
| - Hygrophorus agathosmus (Fr., 1815) Fr. (1838) - Hygrophorus agathosmus f. aureofloccosus Bres. (1928) - Hygrophorus arbustivus Fr. (1836) - Hygrophorus atramentosus H.Haas & R.Haller (1978) - Hygrophorus aureus Arrh. (1863) - Hygrophorus calophyllus P.Karst. (1876) - Hygrophorus camarophyllus (Albertini & Schweinitz, 1805 : Fr., 1821) Maire (1913) - Hygrophorus capreolarius (Kalchbr., 1874) Sacc. (1887) - Hygrophorus chrysodon (Batsch, 1789 : Fr., 1821) Fr. (1838) - Hygrophorus cossus (Sowerby, 1798) Fr. (1838) - Hygrophorus discoideus (Pers., 1801 : Fr. 1821) Fr. (1838) - Hygrophorus discoxanthus (Fr., 1815) Rea (1908) - Hygrophorus eburneus (Bull., 1782) Fr. 1836 - Hygrophorus erubescens (Fr., 1821) Fr. 1838 - Hygrophorus flavodiscus Frost (1884) - Hygrophorus fuscoalbus (Lasch, 1829 : Fr. 1832) Fr. (1838) | - Hygrophorus gliocyclus Fr. (1861) - Hygrophorus hyacinthinus Quél. (1886) - Hygrophorus hypothejus (Fr. 1818) Fr. 1838 - Hygrophorus korhonenii Harmaja (1985) - Hygrophorus latitabundus Britzelm. (1899) - Hygrophorus leporinus Fr. (1838) - Hygrophorus ligatus Fr. (1838) - Hygrophorus lindtneri M.M.Moser (1967) - Hygrophorus lucorum Kalchbr. (1874) - Hygrophorus marzuolus (Fr.) Bres. (1893) - Hygrophorus melizeus (Fr., 1818) F. (1838) - Hygrophorus nemoreus (Pers.) Fr. (1838) - Hygrophorus nitidus (Berk. & M.A.Curtis, 1853) Murrill (1916) - Hygrophorus olivaceoalbus (Fr, 1815) Fr. (1838) - Hygrophorus penarius Fr. (1836) - Hygrophorus persoonii Arnolds (1979) | - Hygrophorus piceae Kühner (1949) - Hygrophorus pleurotoides J. Favre (1960) - Hygrophorus poetarum R.Heim (1947) - Hygrophorus ponderatus Britzelm. (1885) - Hygrophorus pudorinus (Fr., 1821) Fr. (1836) - Hygrophorus purpurascens (Albertini & Schwein., 1805) Fr. 1838 - Hygrophorus pustulatus (Pers., 1801 : Fr., 1821) Fr. (1838) - Hygrophorus queletii Bres. (1881) - Hygrophorus roseobrunneus Murill (1916) - Hygrophorus roseodiscoideus Bon & Chevassut (1985) - Hygrophorus russula (Schaeff., 1774) Kauffman (1918) - Hygrophorus salmonipes G.Stev. (1963) - Hygrophorus secretanii Hennings (1886) - Hygrophorus speciosus Peck (1878) - Hygrophorus subviscifer (P.Karst., 1878) Harmaja (1985) - Hygrophorus tephroleucus (Pers., 1801) Fr. 1838 |

## Specii Hygrophorus în imagini

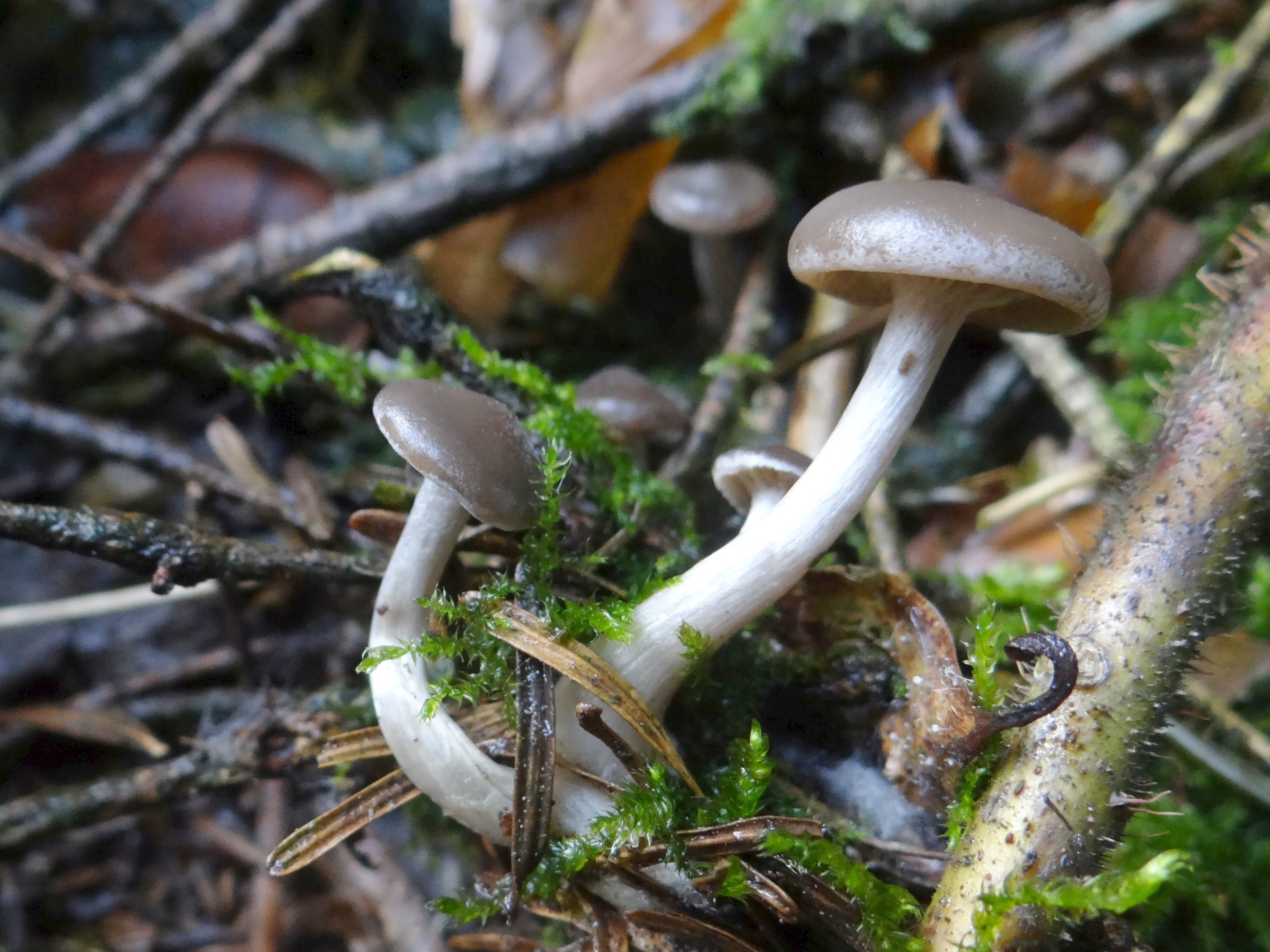
H. agathosmus
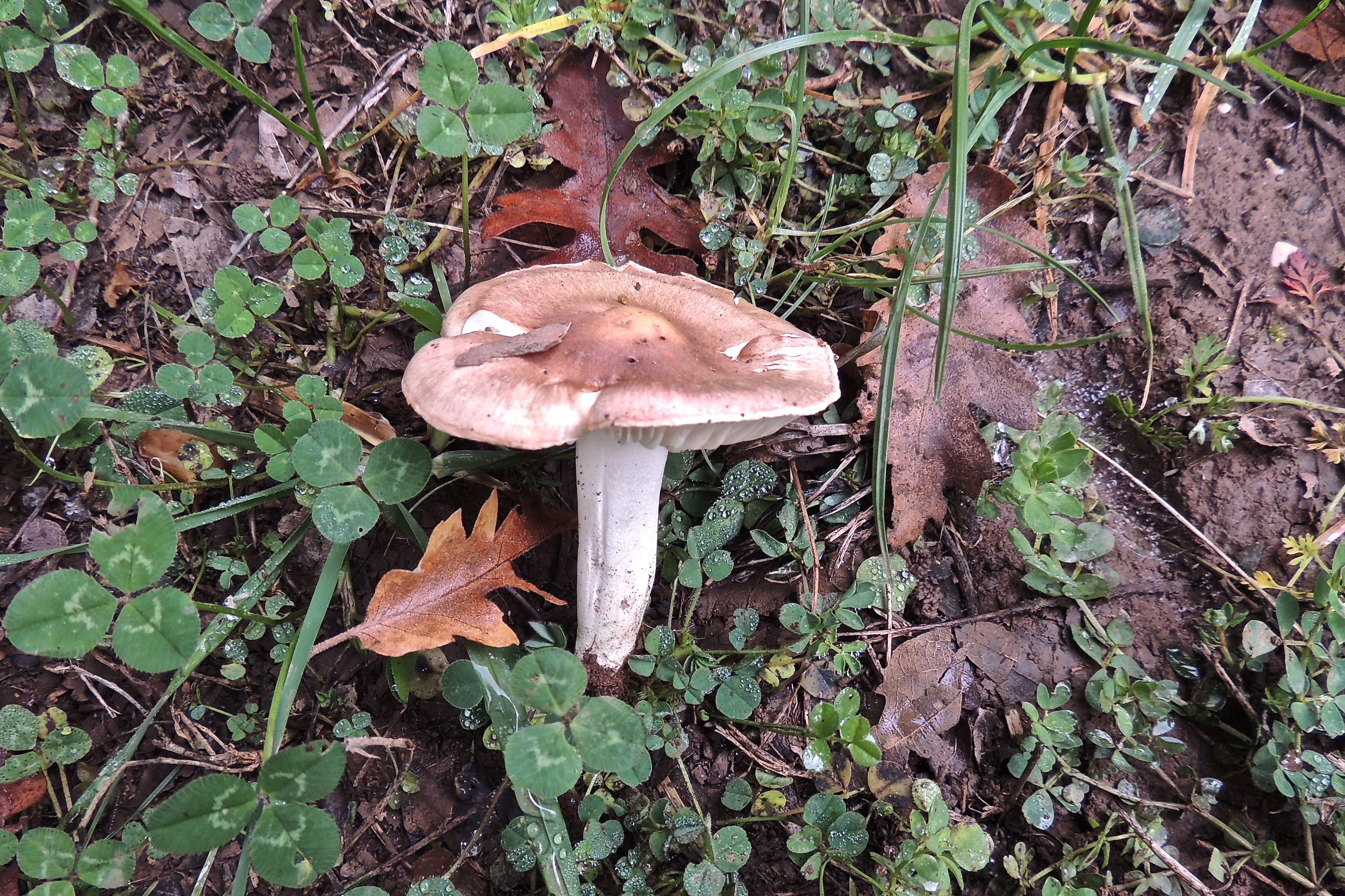
H. arbustivus
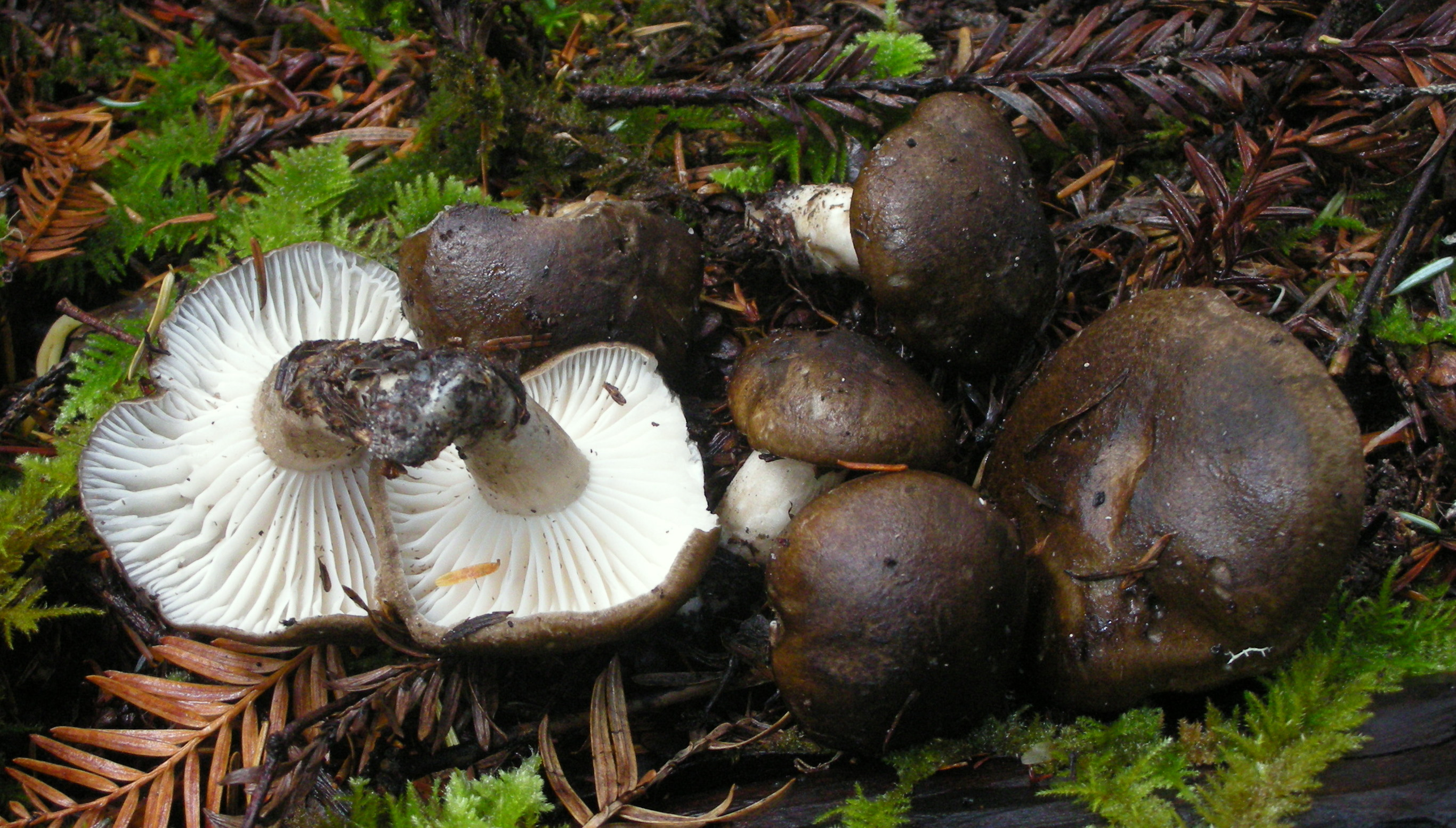
H. camarophyllus
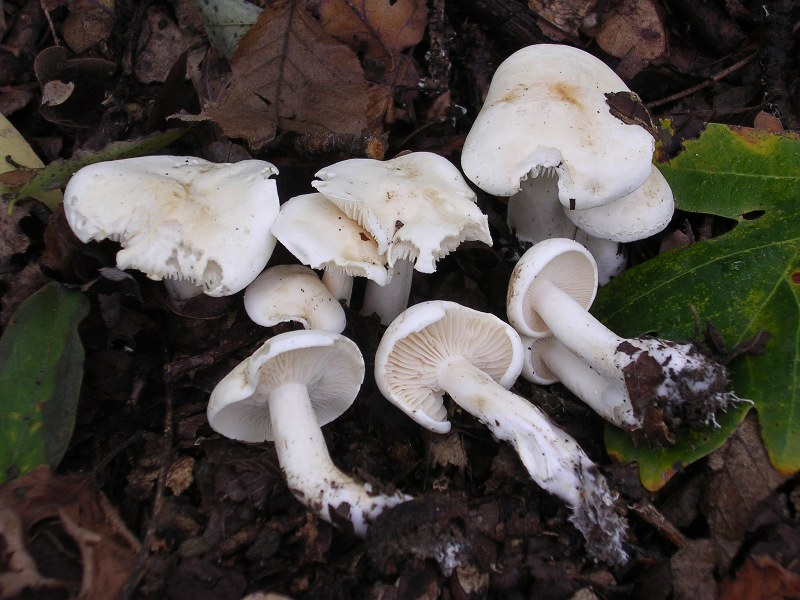
H. cossus
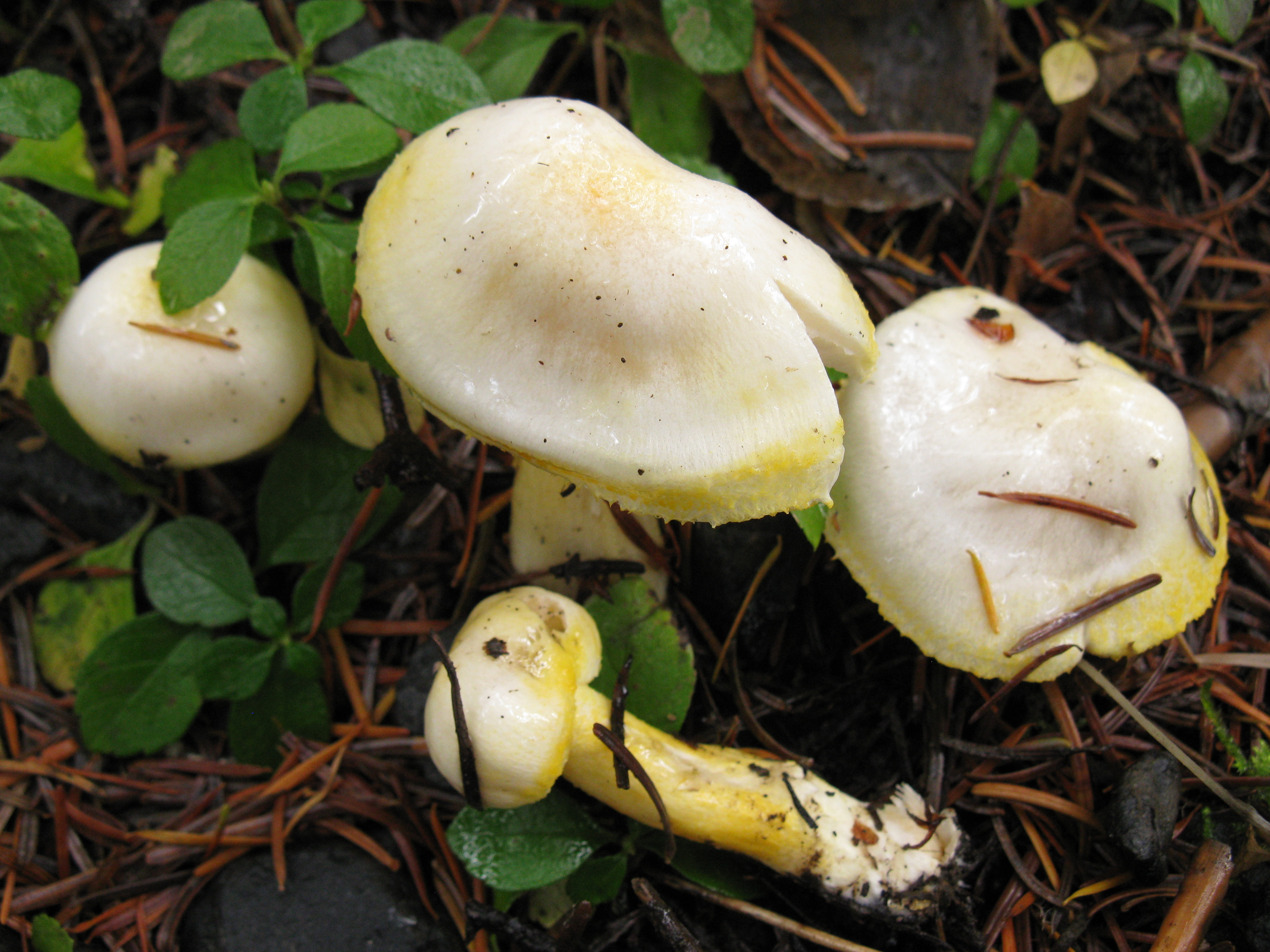
H. chrysodon
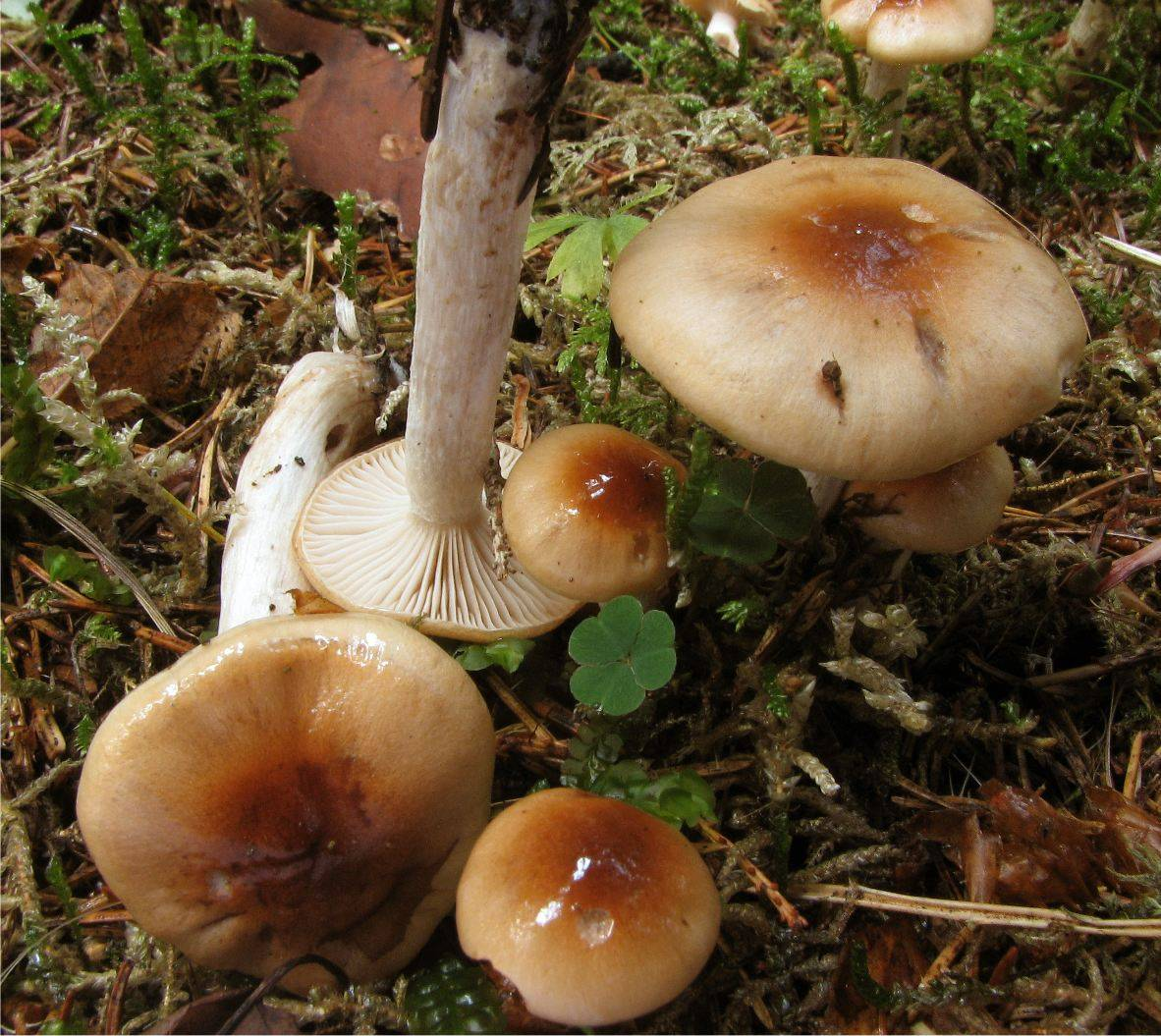
Hygrophorus discoideus

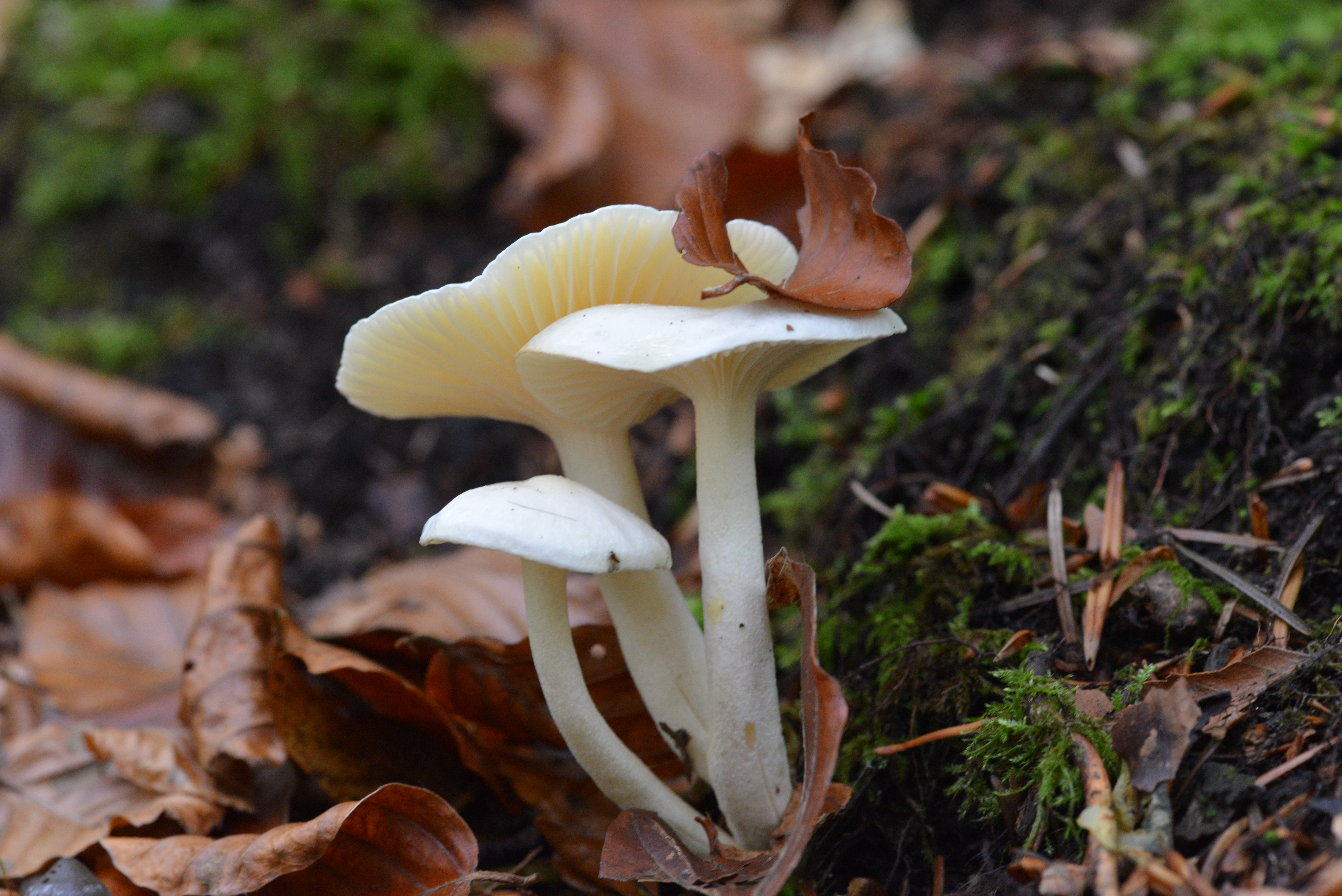
H. eburneus
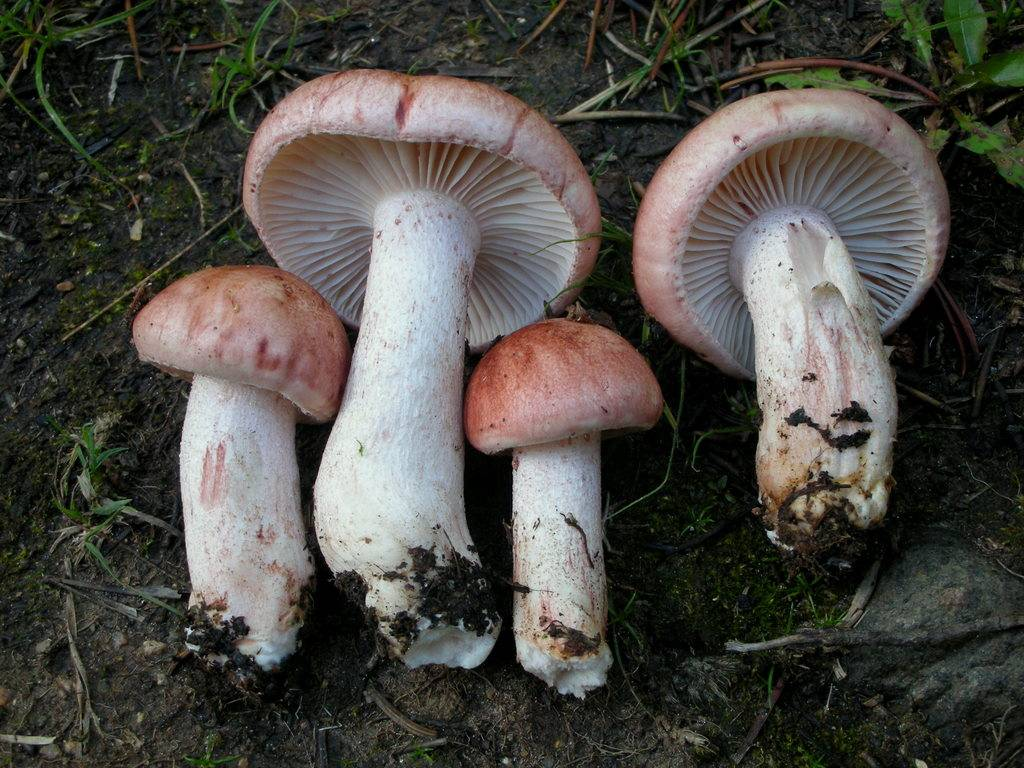
H. erubescens
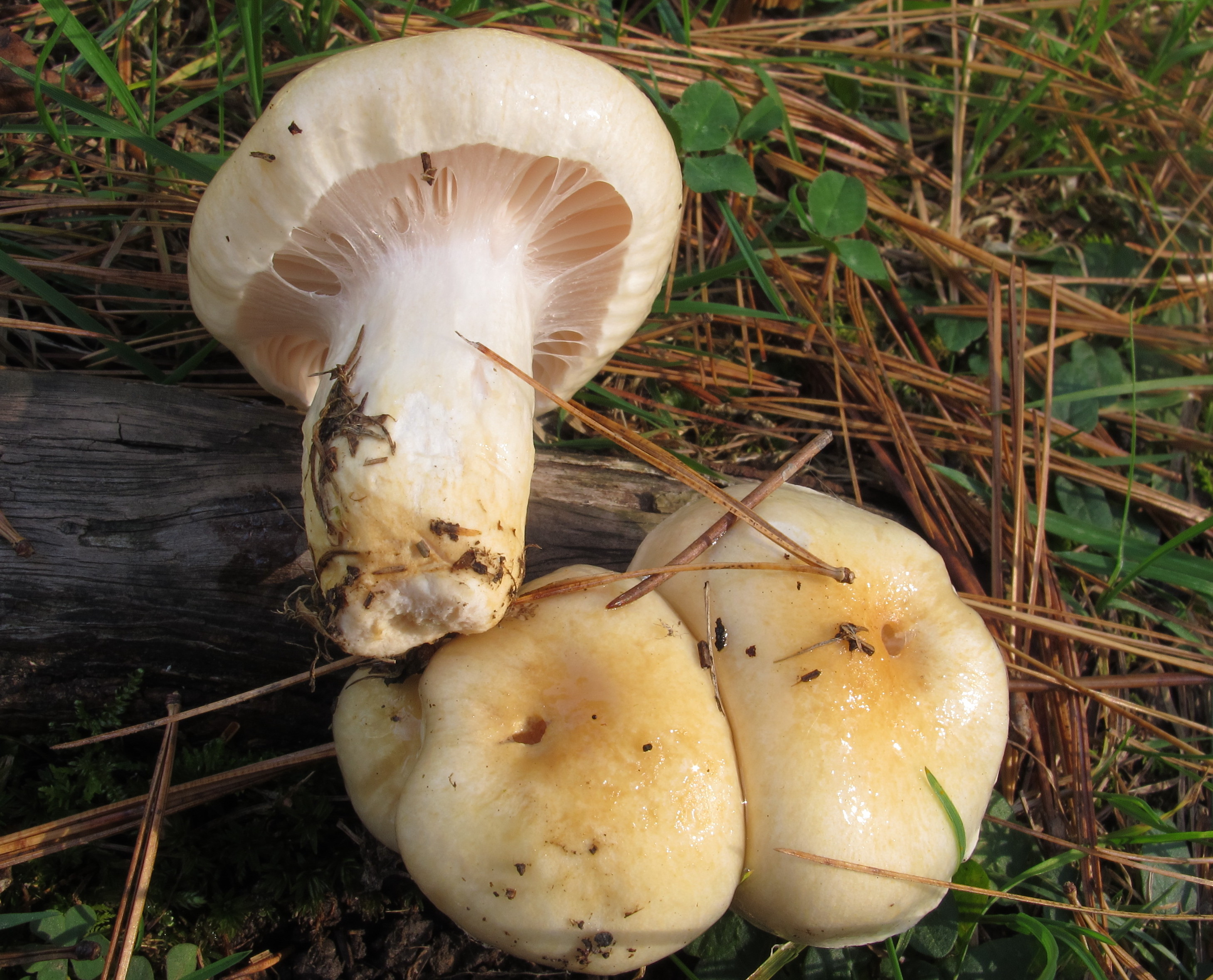
Hygrophorus flavodiscus
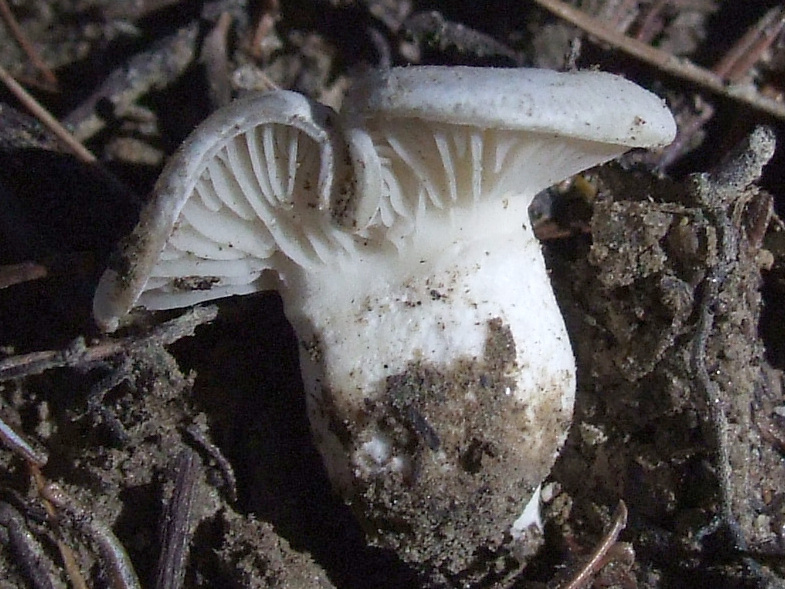
H. gliocyclus
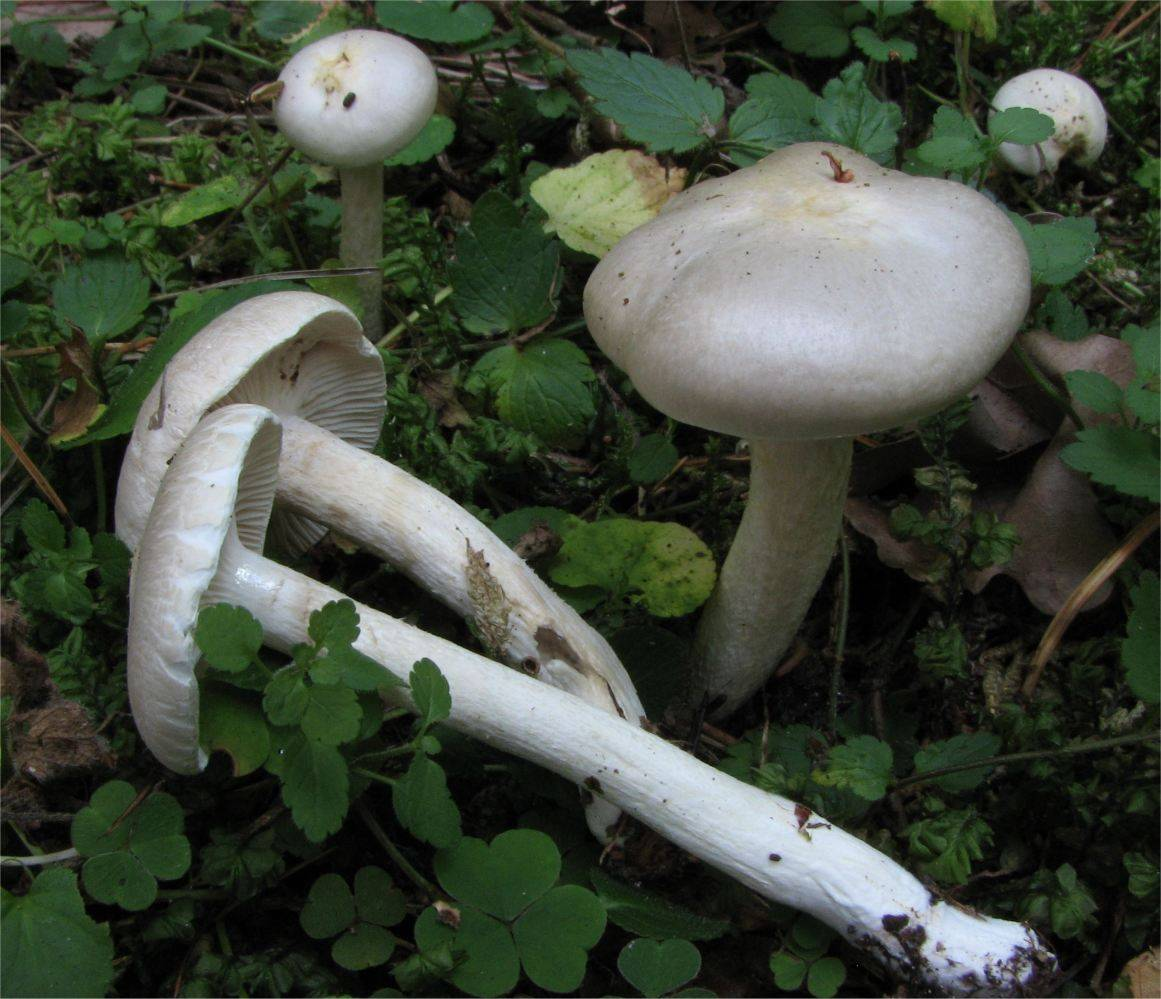
Hygrophorus hyacinthinus

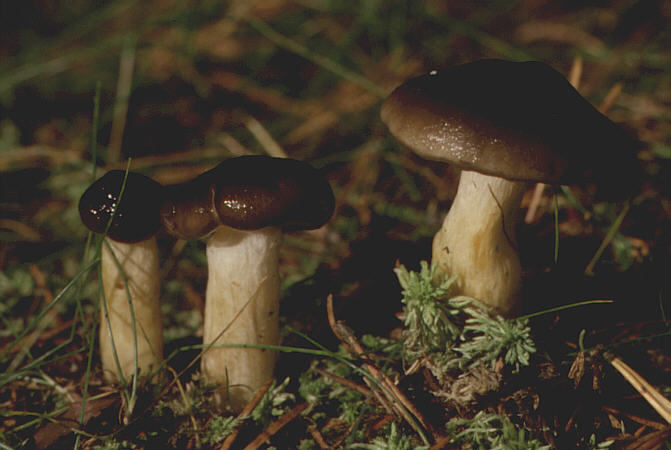
H. hypothejus
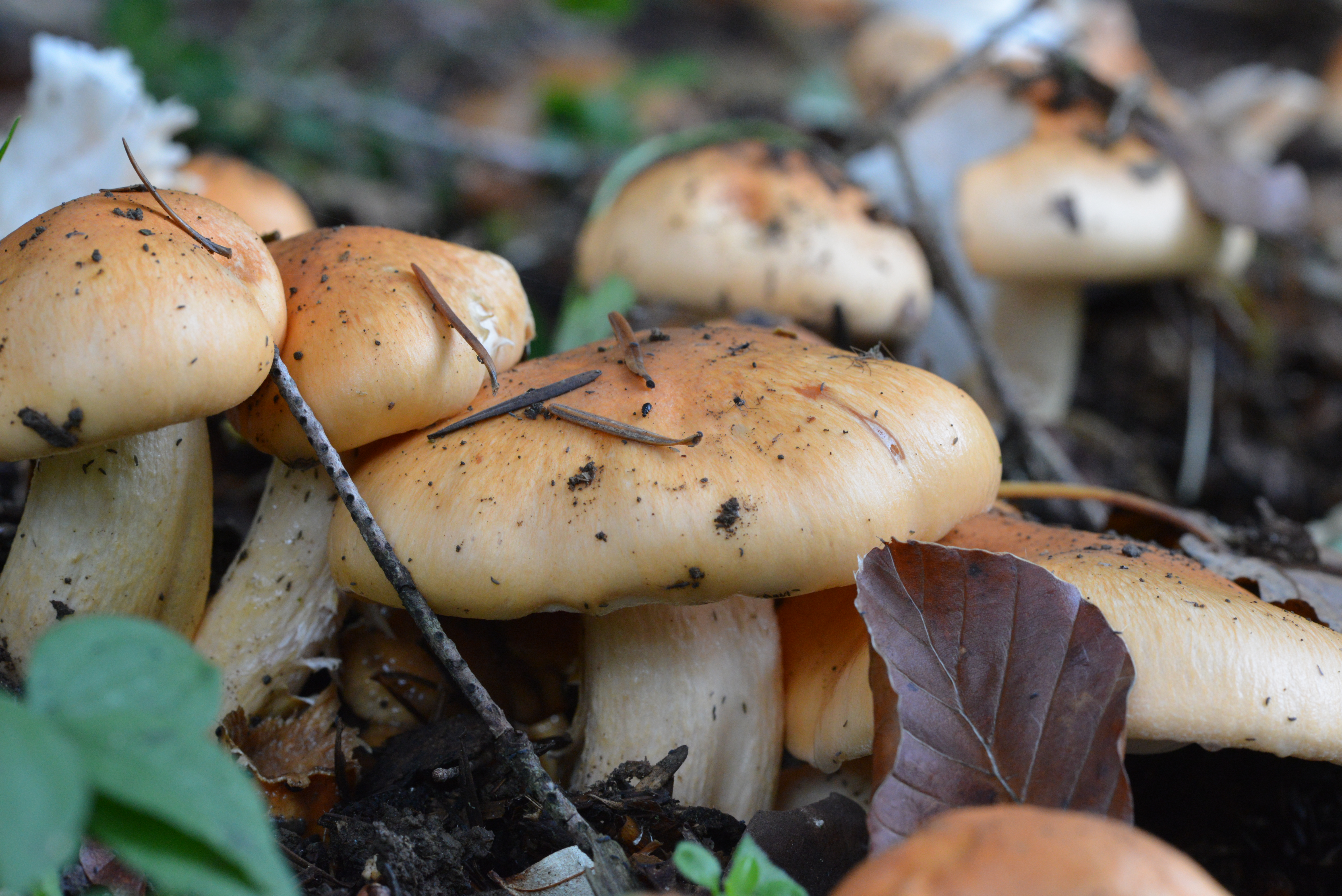
H. pudorinus
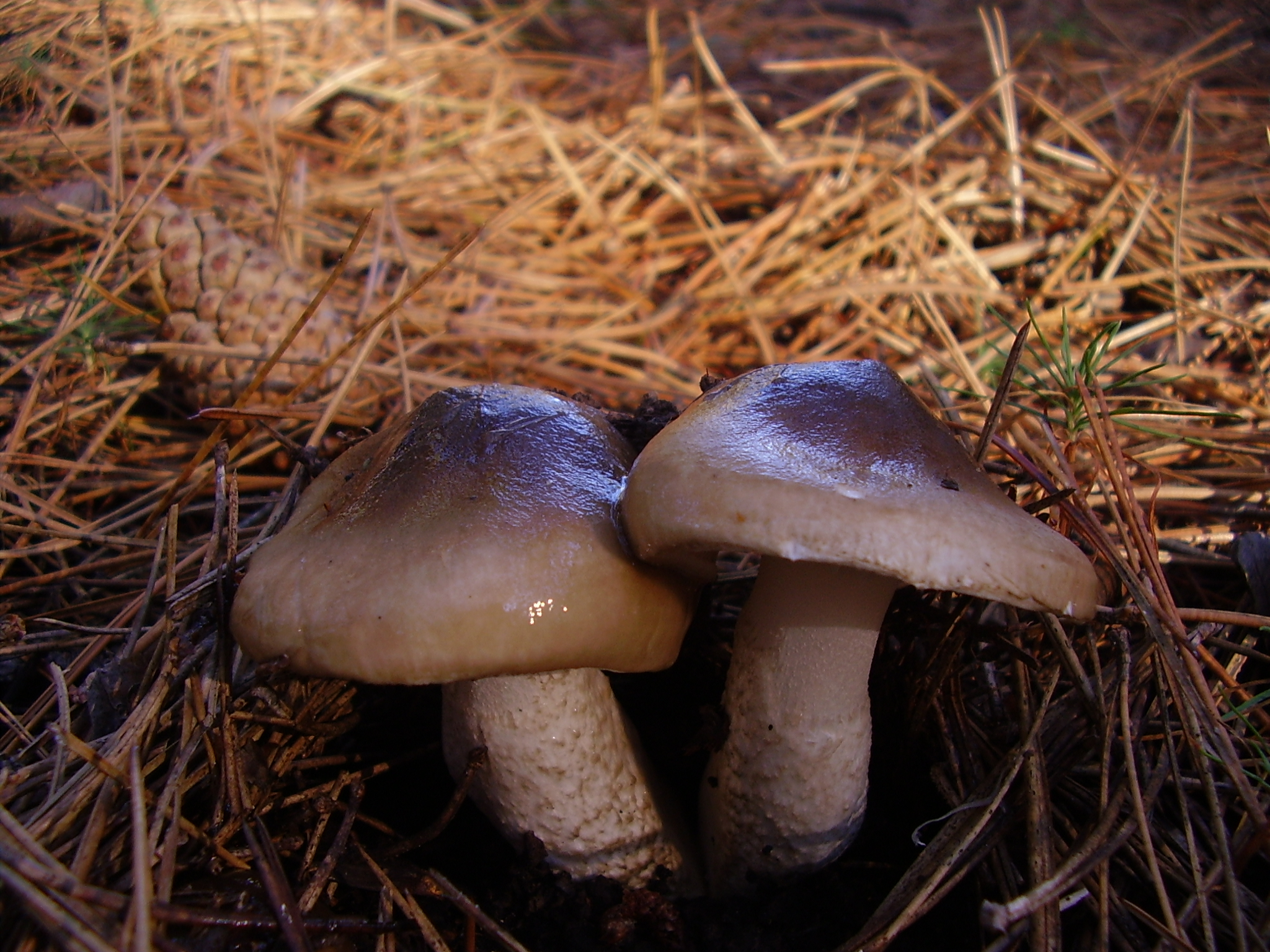
H. latitabundus
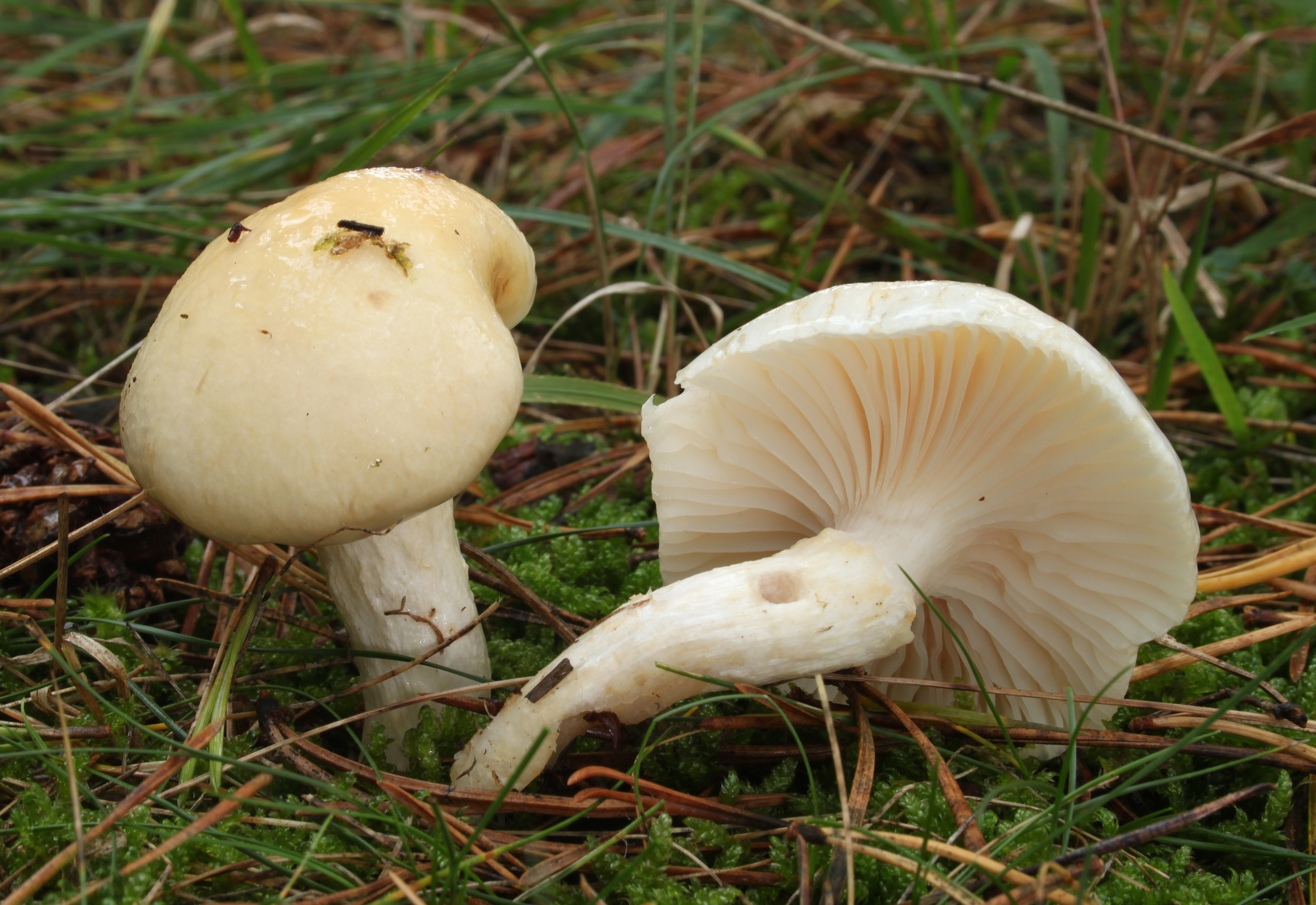
H. ligatus
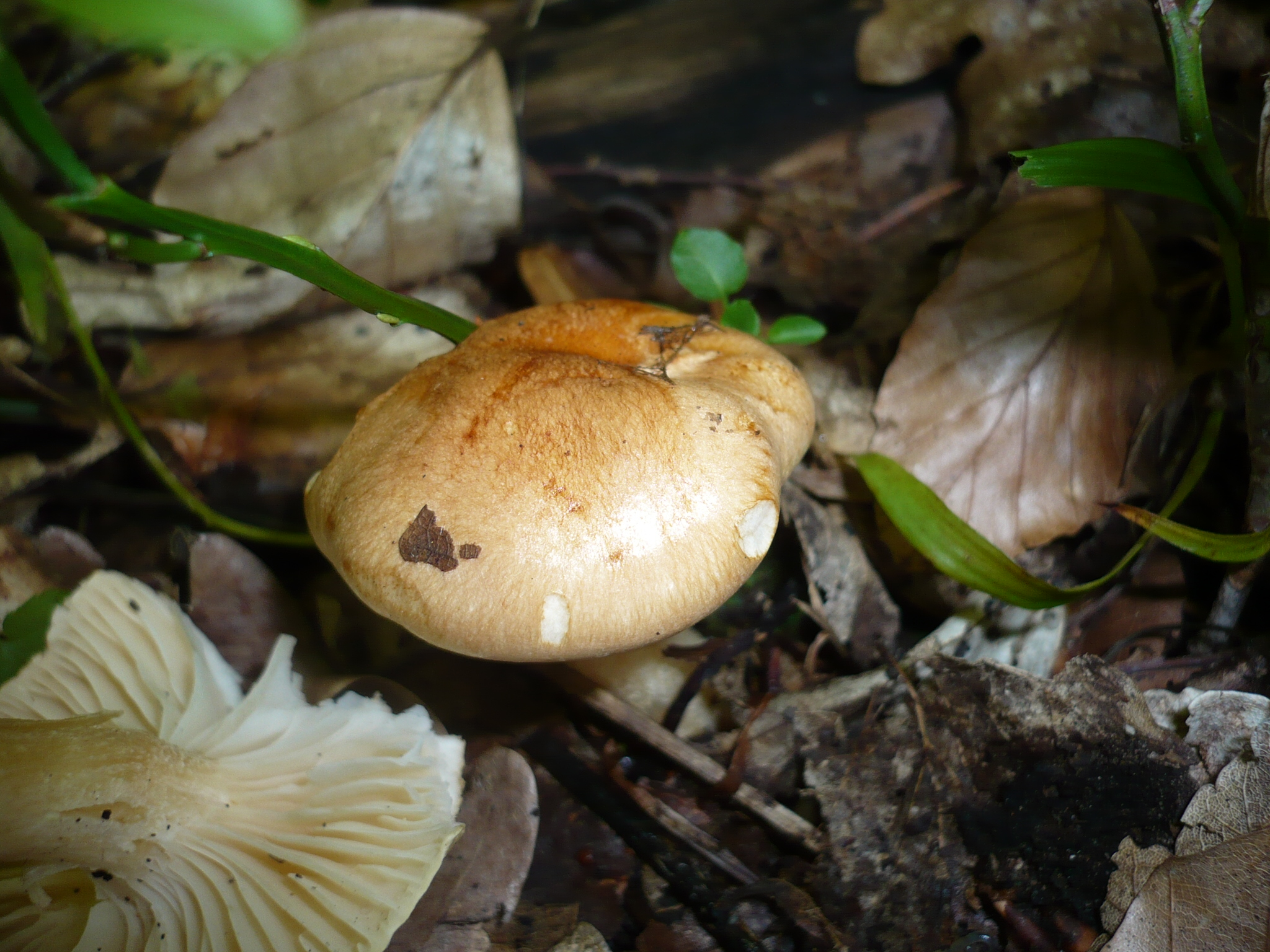
H. lindtneri

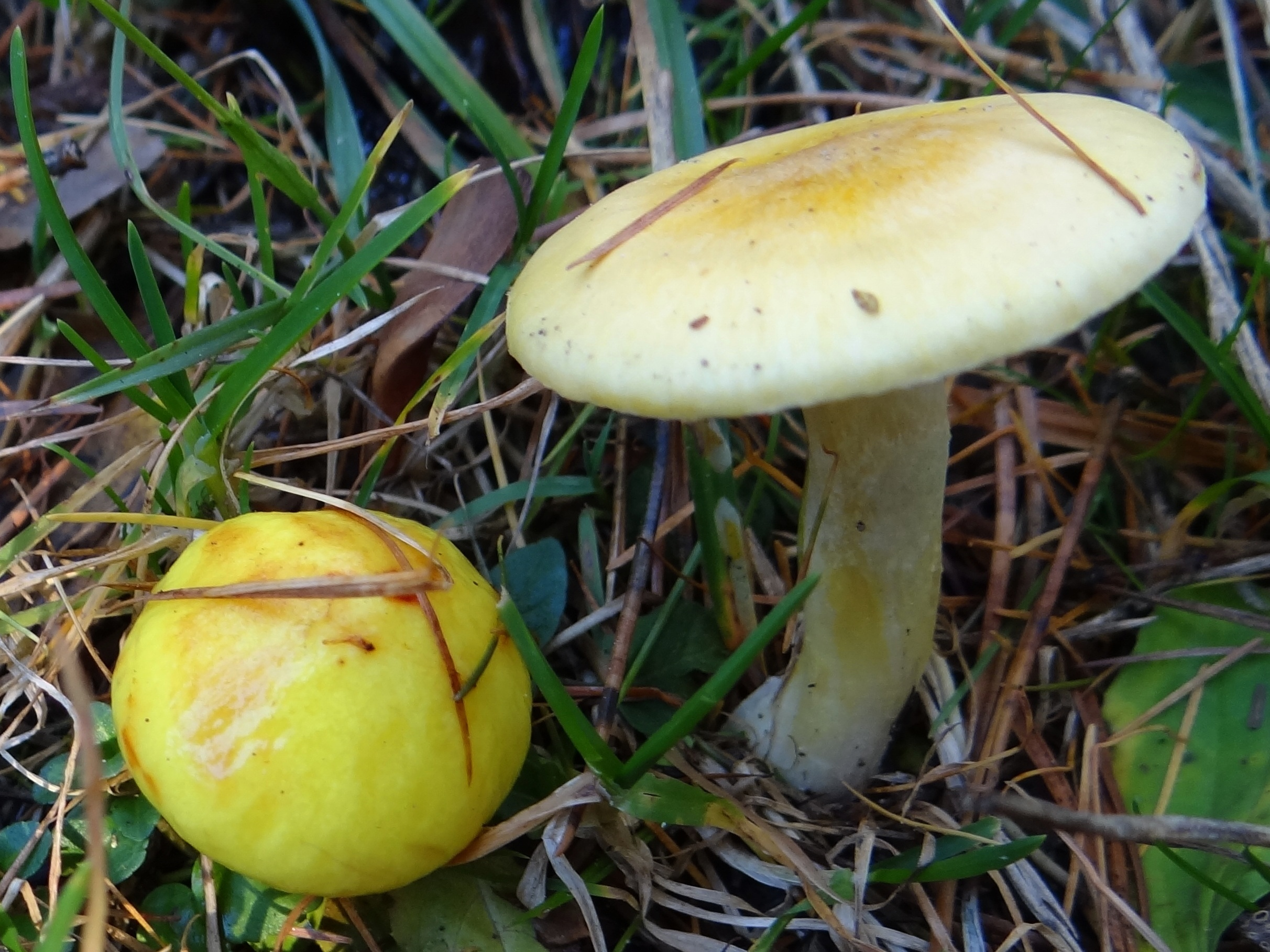
H. lucorum
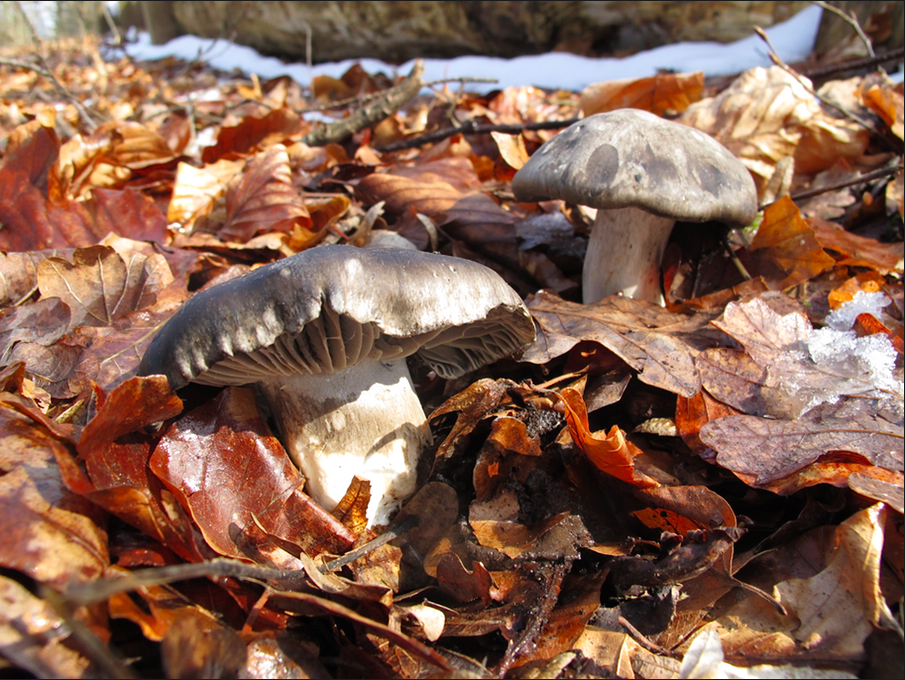
H.marzuolus
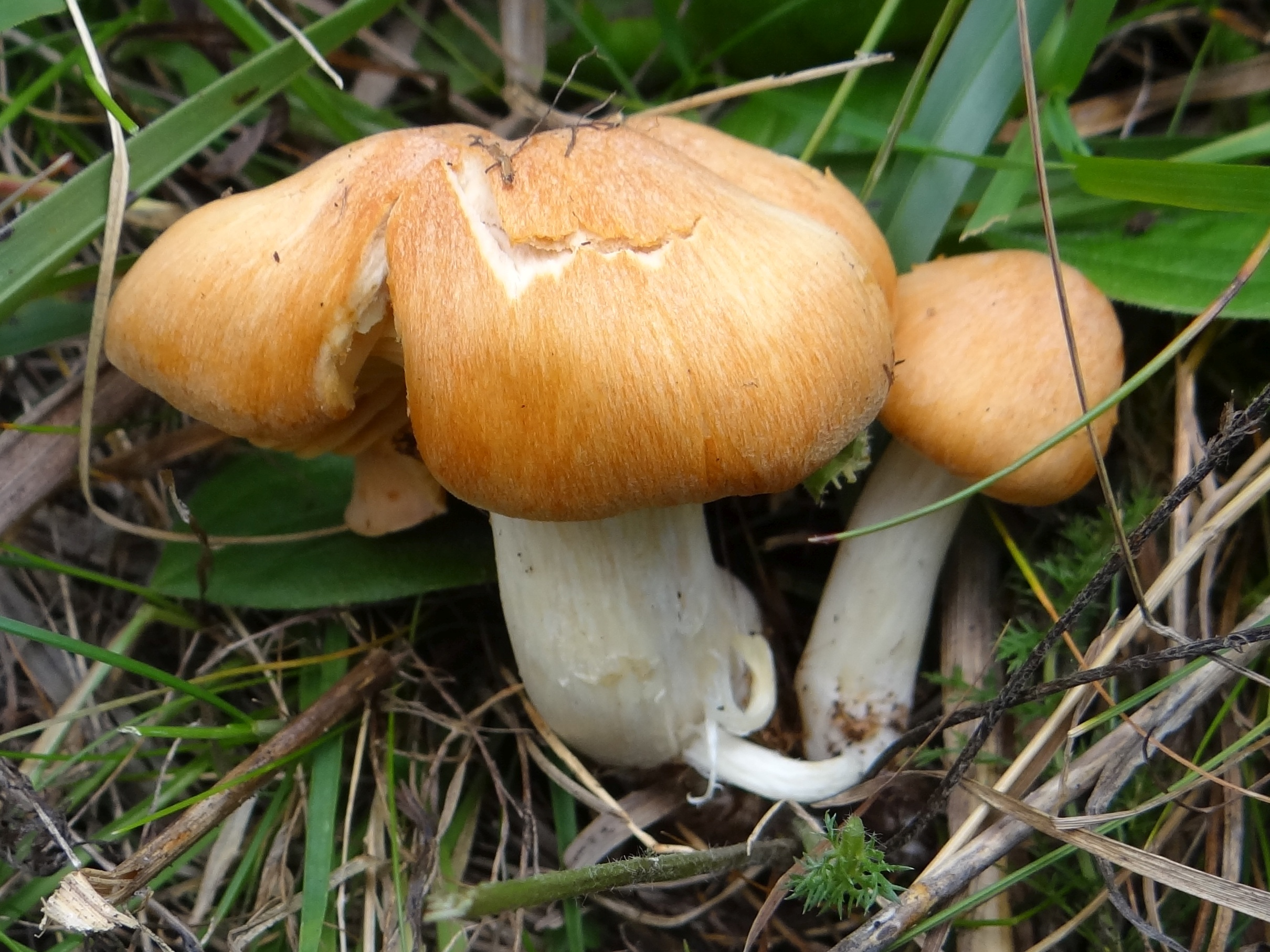
H.nemoreus
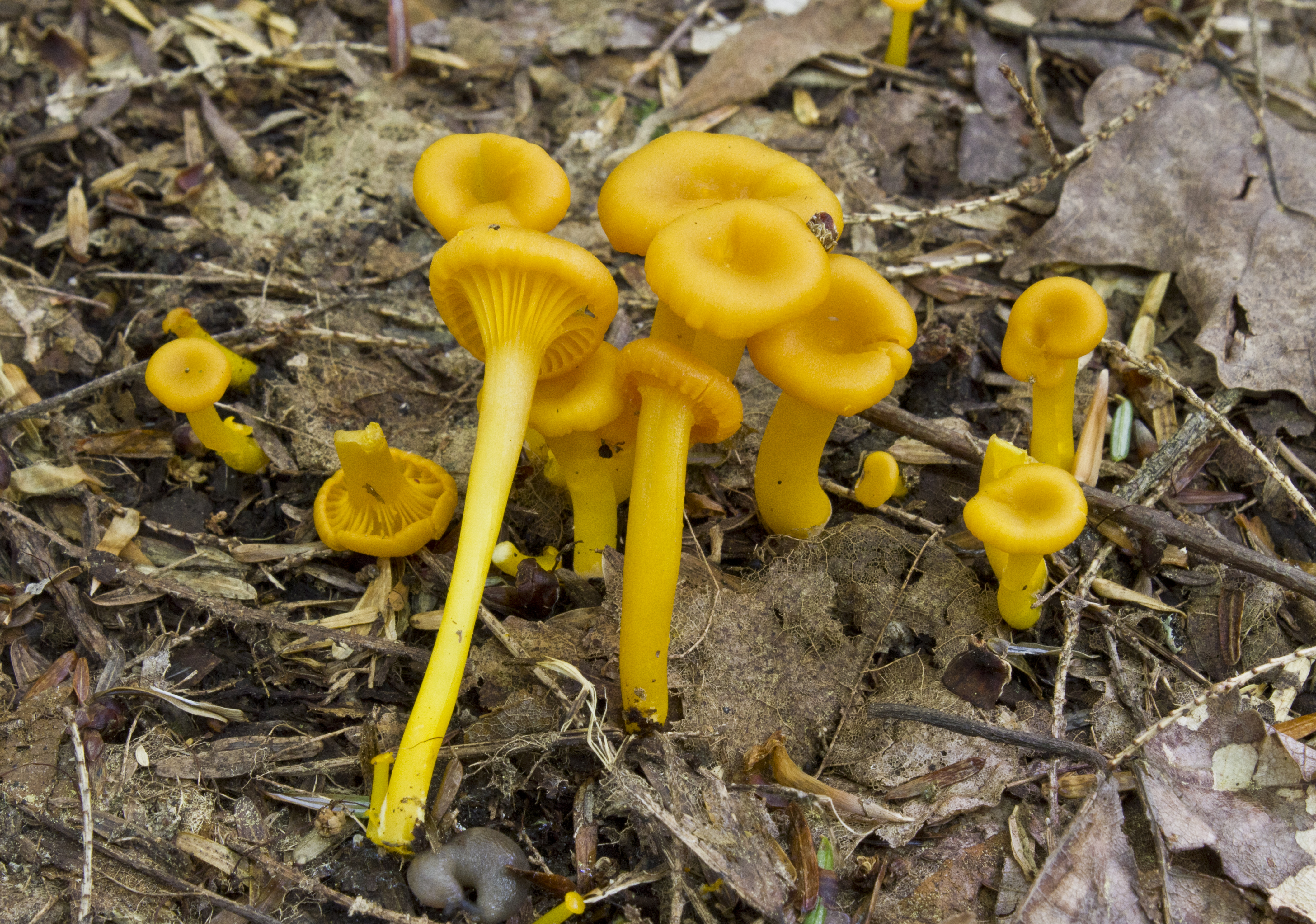
H. nitidus
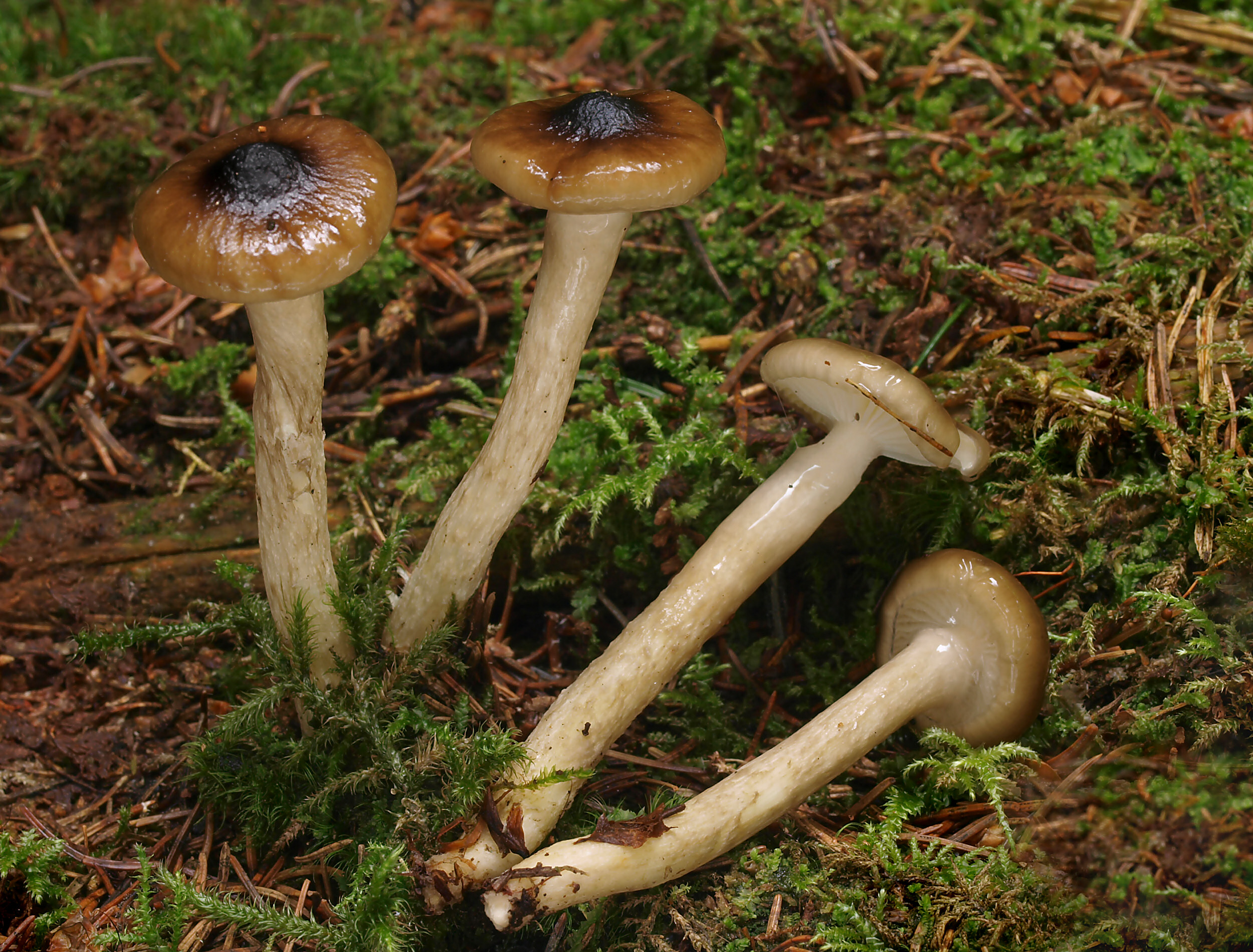
H. olivaceoalbus

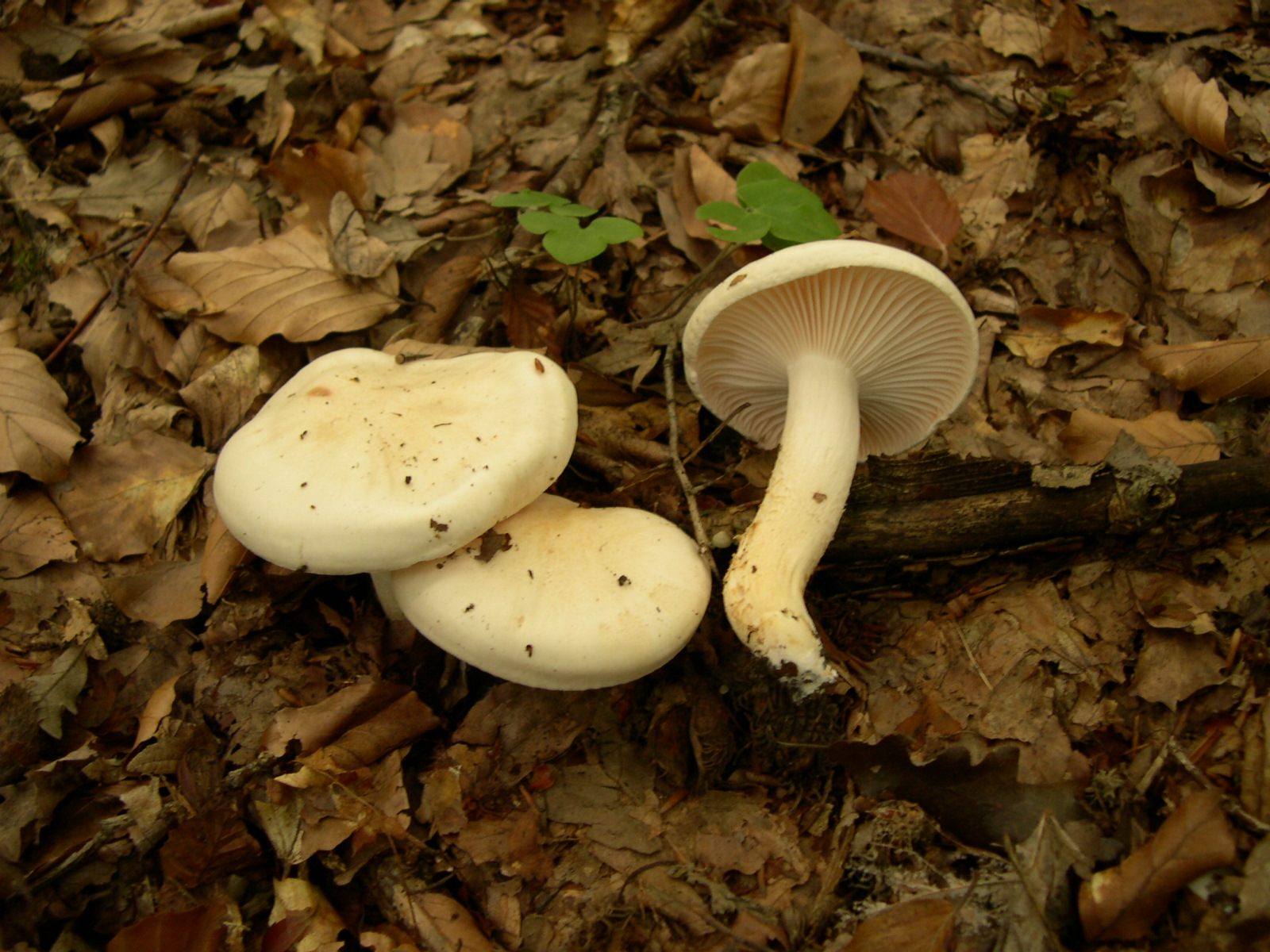
H. penarius
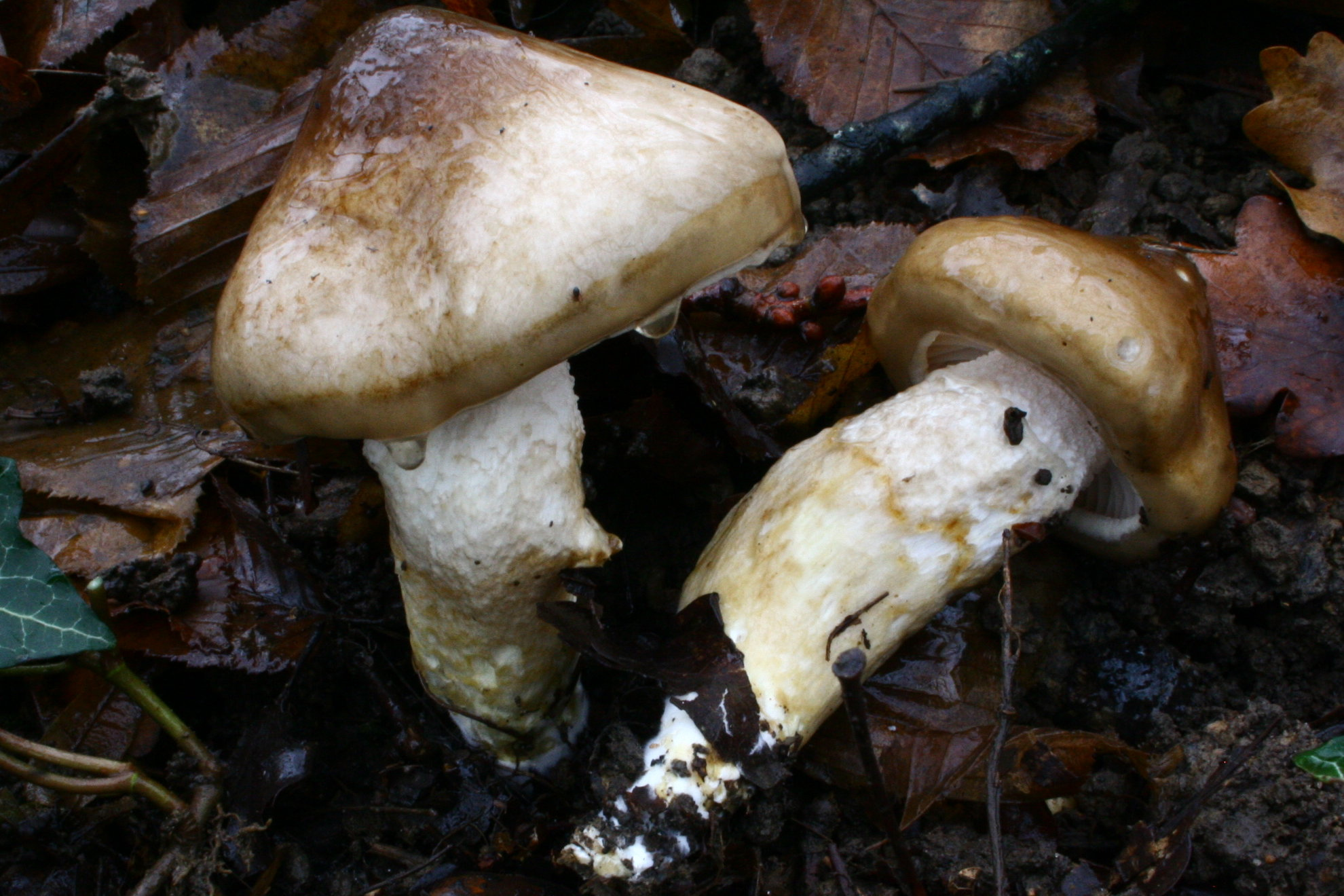
H. persoonii
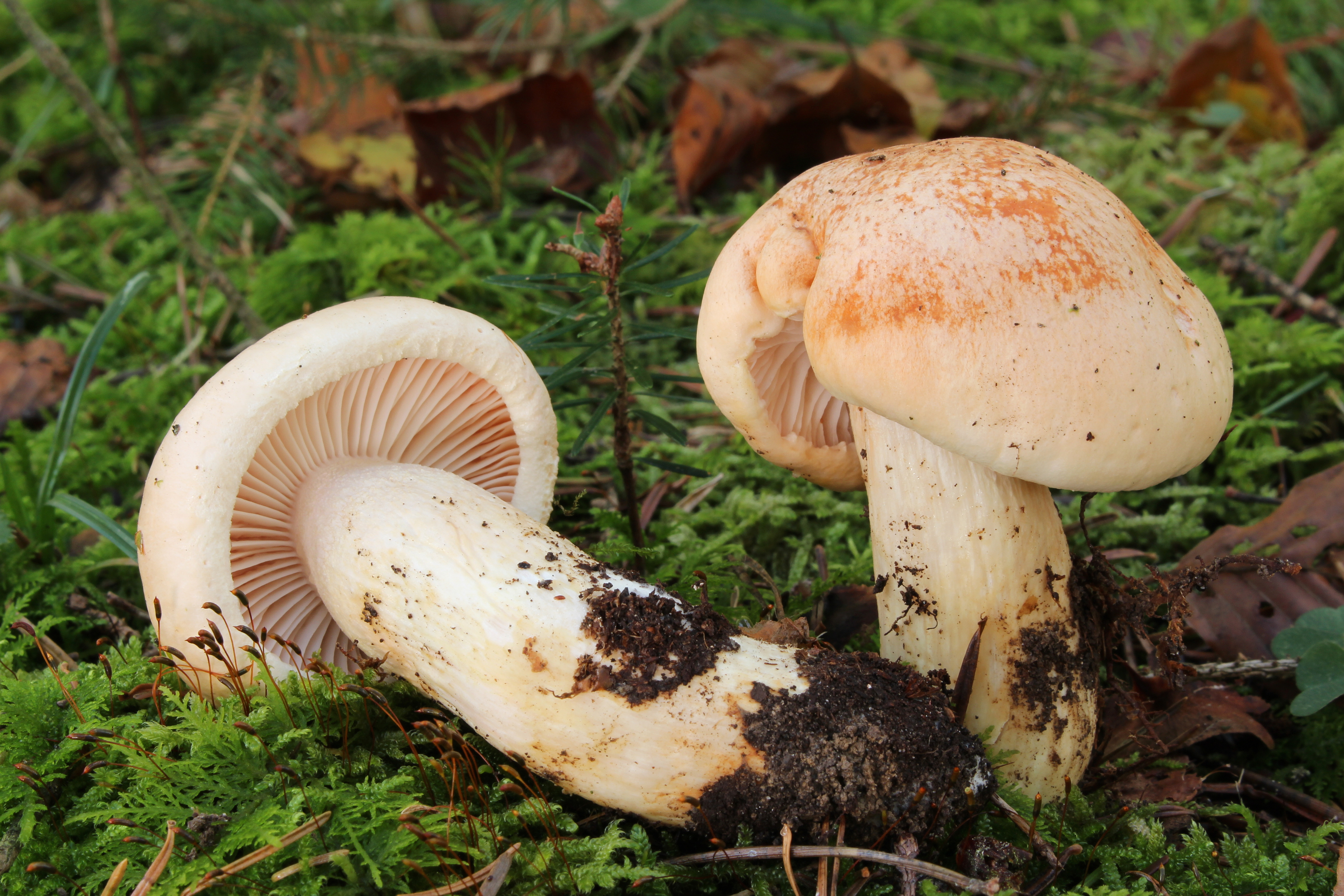
Hygrophorus pudorinus
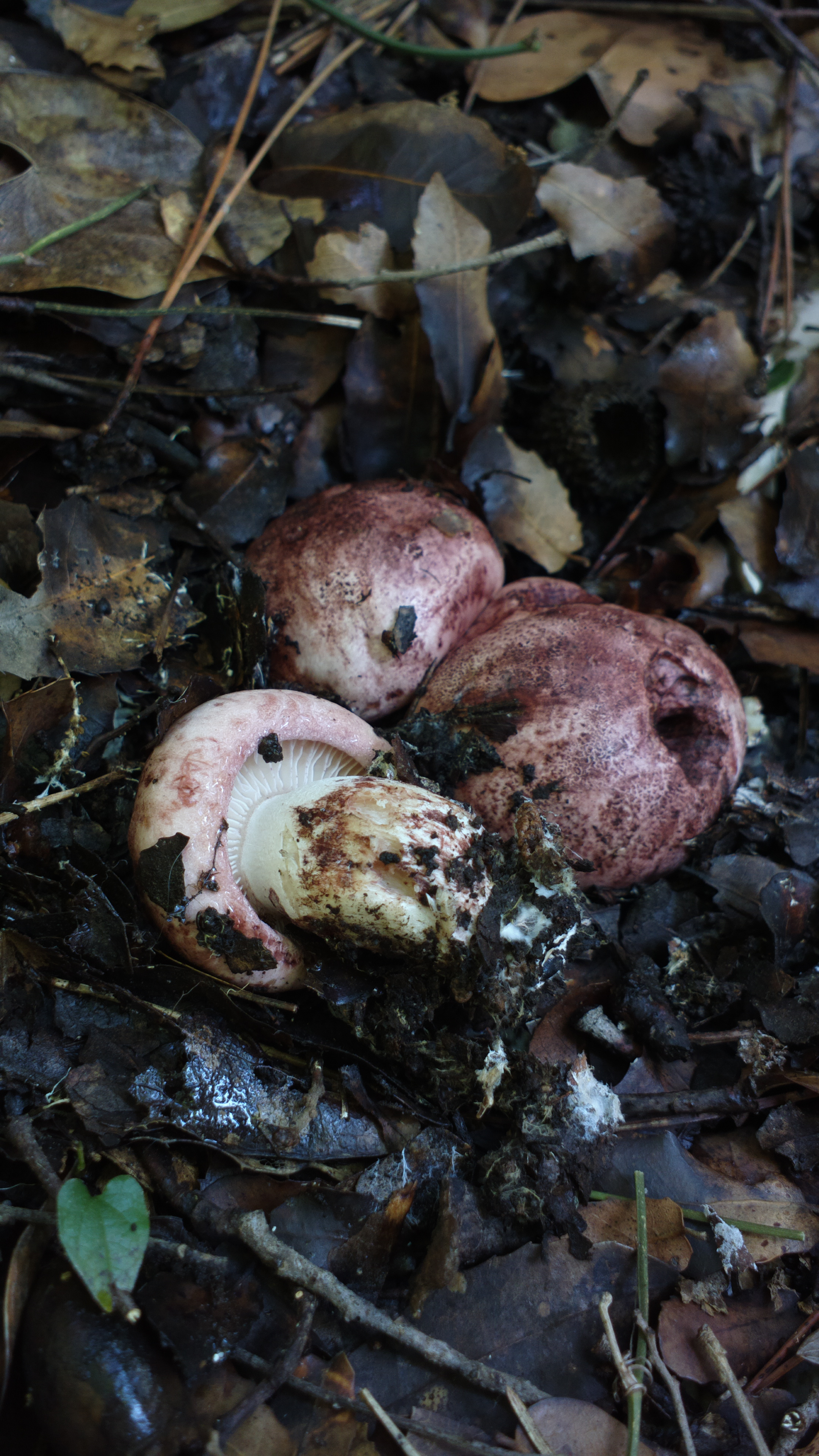
H. purpurascens
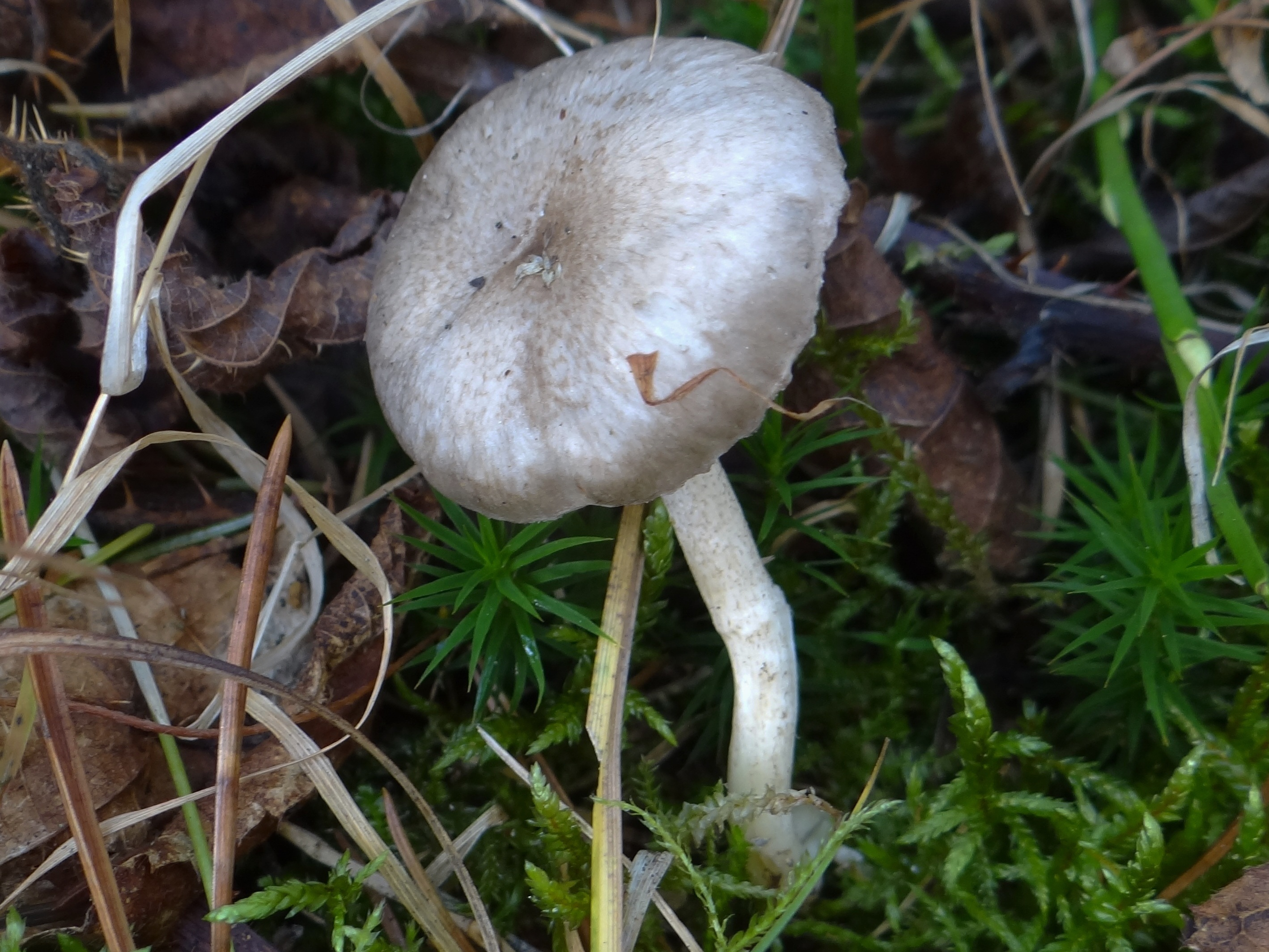
H. pustulatus

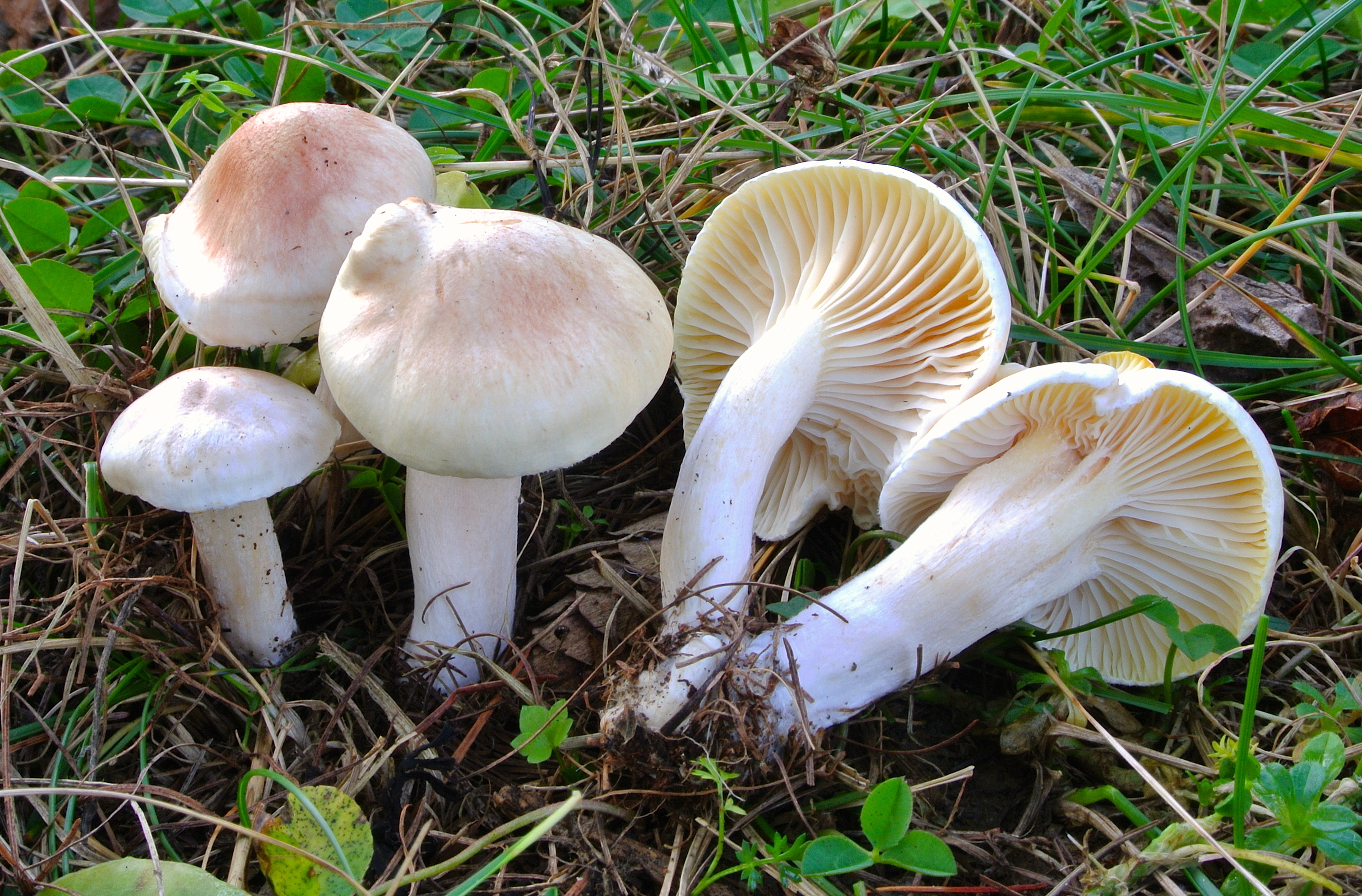
H. queletii
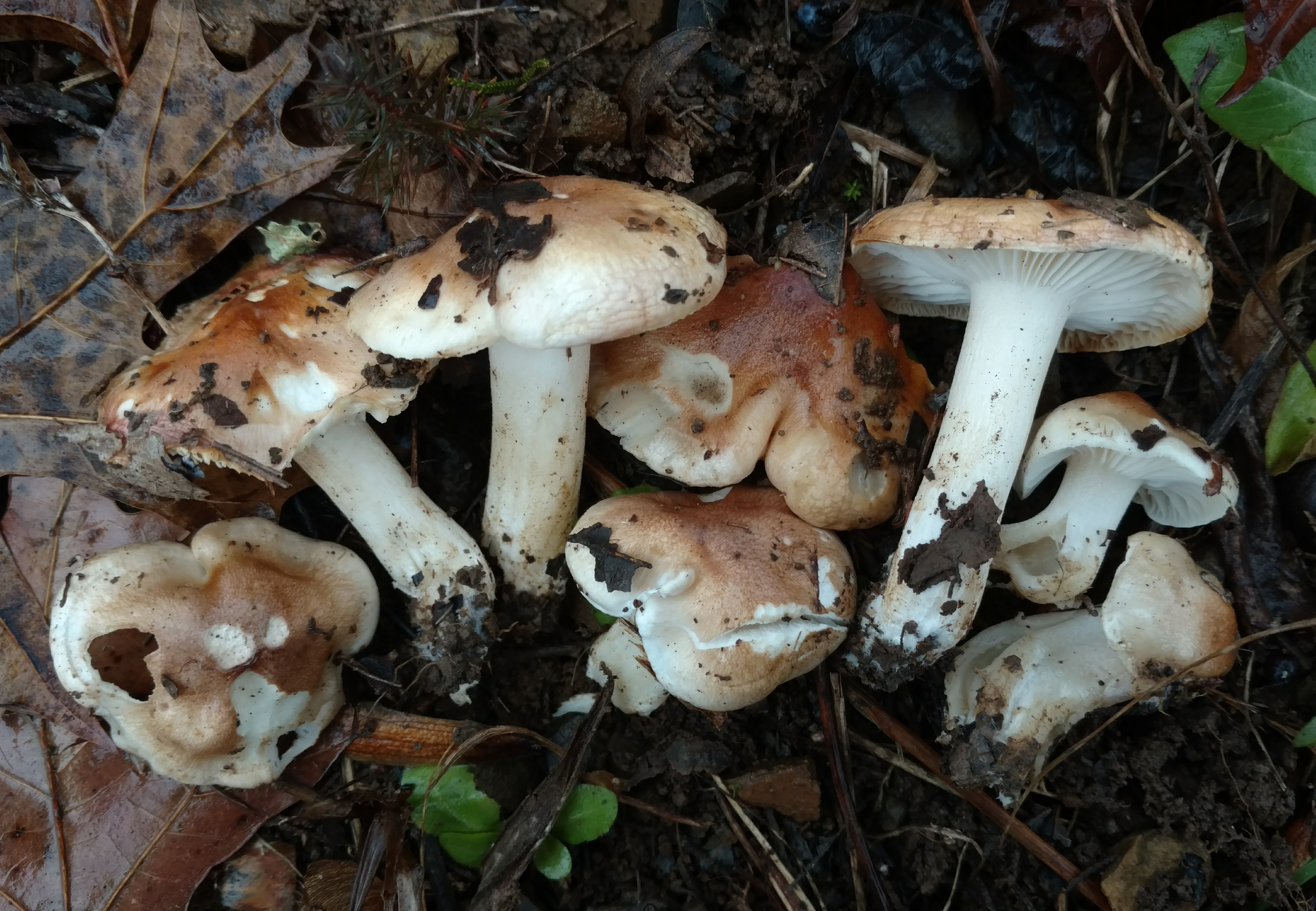
Hygrophorus roseobrunneus
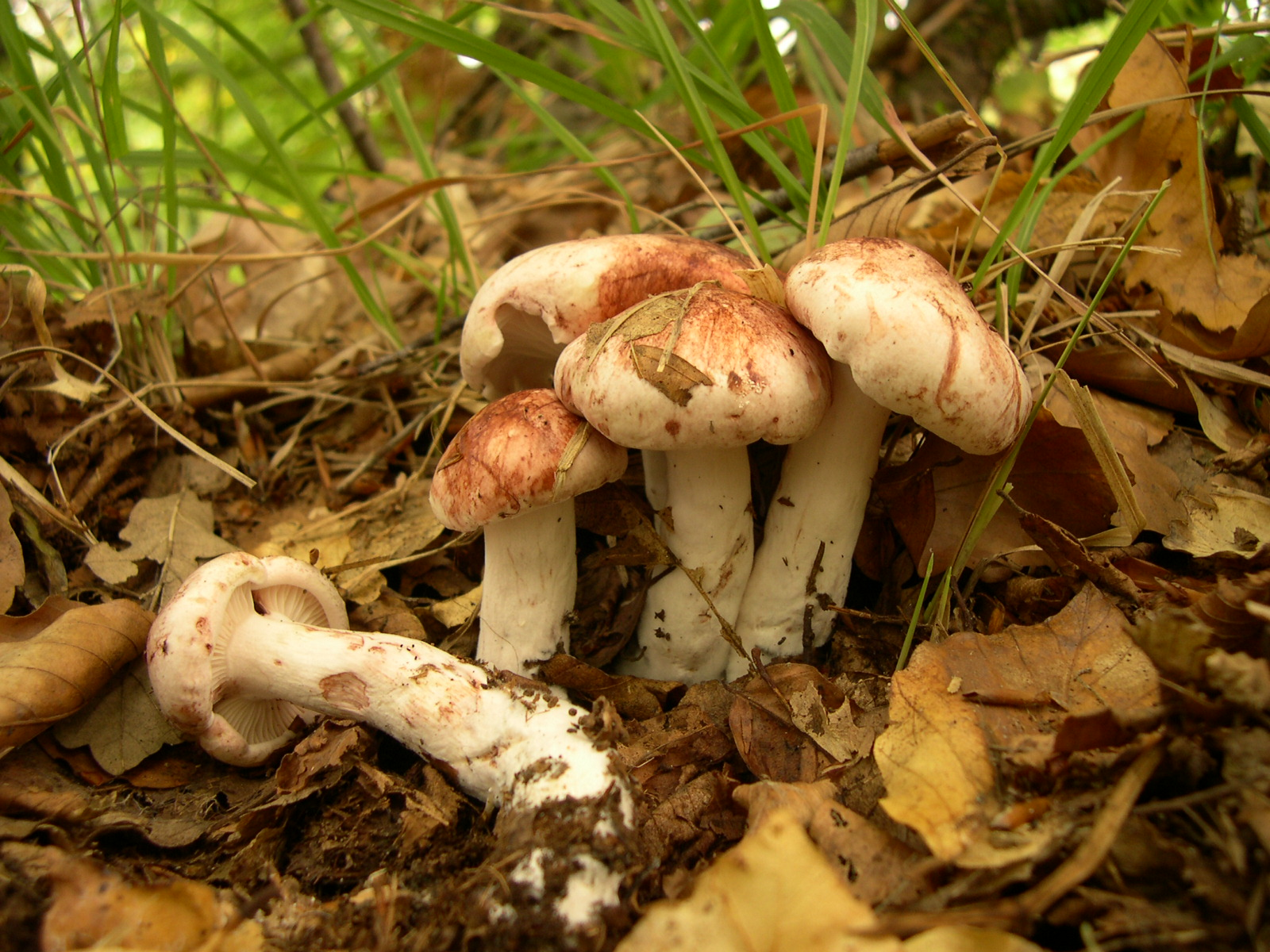
H. russula
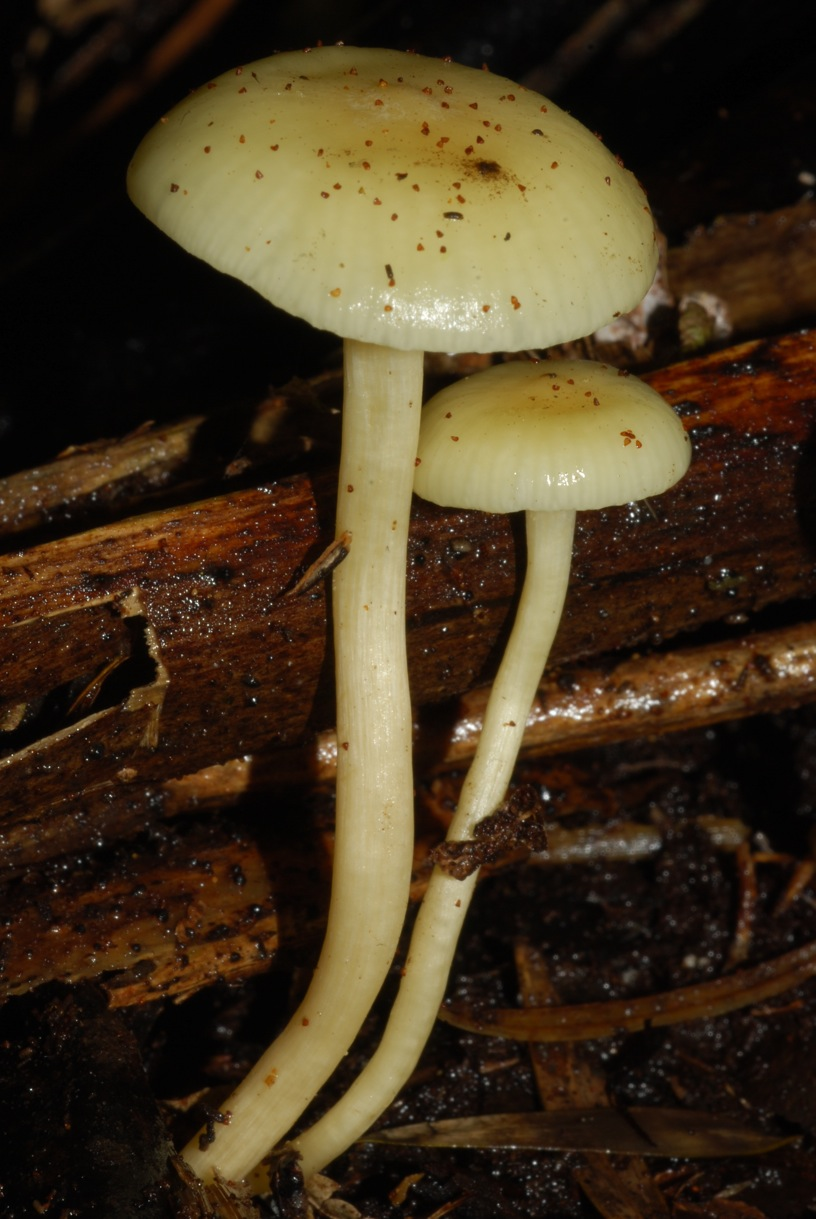
Hygrophorus salmonipes
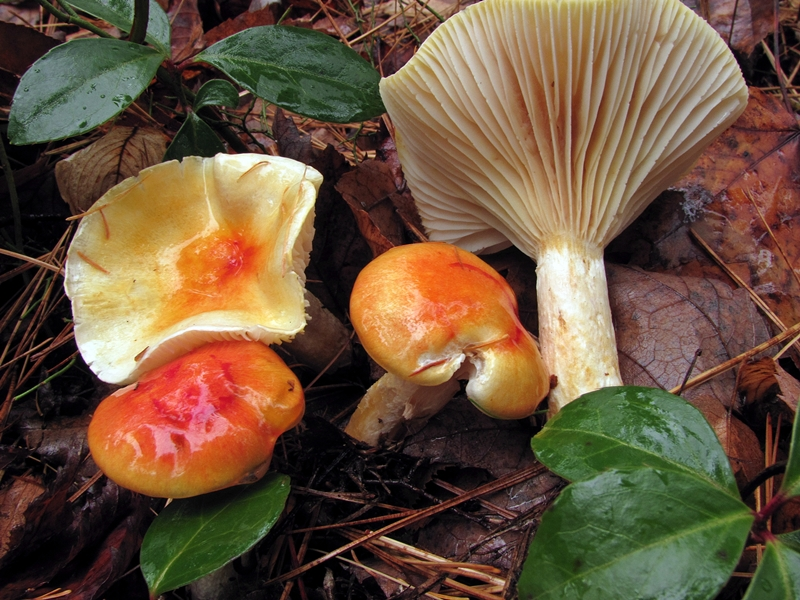
Hygrophorus speciosus

## Bibiliografie
- Marcel Bon: “Pareys Buch der Pilze”, Editura Kosmos, Halberstadt 2012, ISBN 978-3-440-13447-4
- Bruno Cetto: „Der große Pilzführer”, vol. 1-3, 5, 6, vezi sub "Note"
- Rose Marie Dähncke și Sabine Maria Dähncke: „700 Pilze in Farbfotos”, Editura AT Verlag, Aarau - Stuttgart 1979 și 1980, ISBN 3-85502-0450
- Jean-Louis Lamaison & Jean-Marie Polese: „Der große Pilzatlas“, Editura Tandem Verlag GmbH, Potsdam 2012, ISBN 978-3-8427-0483-1
- Hans E. Laux: „Der große Pilzführer, Editura Kosmos, Halberstadt 2001, ISBN 978-3-440-14530-2
- Meinhard Michael Moser: „Röhrlinge und Blätterpilze - Kleine Kryptogamenflora Mitteleuropas” ediția a 5-ea, vol. 2, Editura Gustav Fischer, Stuttgart 1983